# Walter Minor 4
Walter Minor 4-I a Walter Minor 4-II byly invertní řadové vzduchem chlazené letecké motory, vyvinuté konstrukčním oddělením pod vedením Ing. Františka Adolfa Barvitia v Akciové společnosti Walter, továrně na automobily a letecké motory v Praze – Jinonicích. Byly ve výrobě 13 let (1934–1939 a 1945–1947), nepočítáme-li válečné přerušení výroby. Počty vyrobených motorů verzí 4-I a 4-II oficiální prameny neuvádějí, na portále Občanské sdružení valka.cz se udává počet vyrobených motorů 157. Na modernizaci řadových pístových motorů Minor pracoval ing. Bohuslav Šimůnek tajně už za války. Pokračováním výrobní řady předválečných Minorů byly v letech 1946–1960 motory Walter Minor 4-III a Walter Minor 4-III-S a v letech 1956–1964 motory Walter M-332.

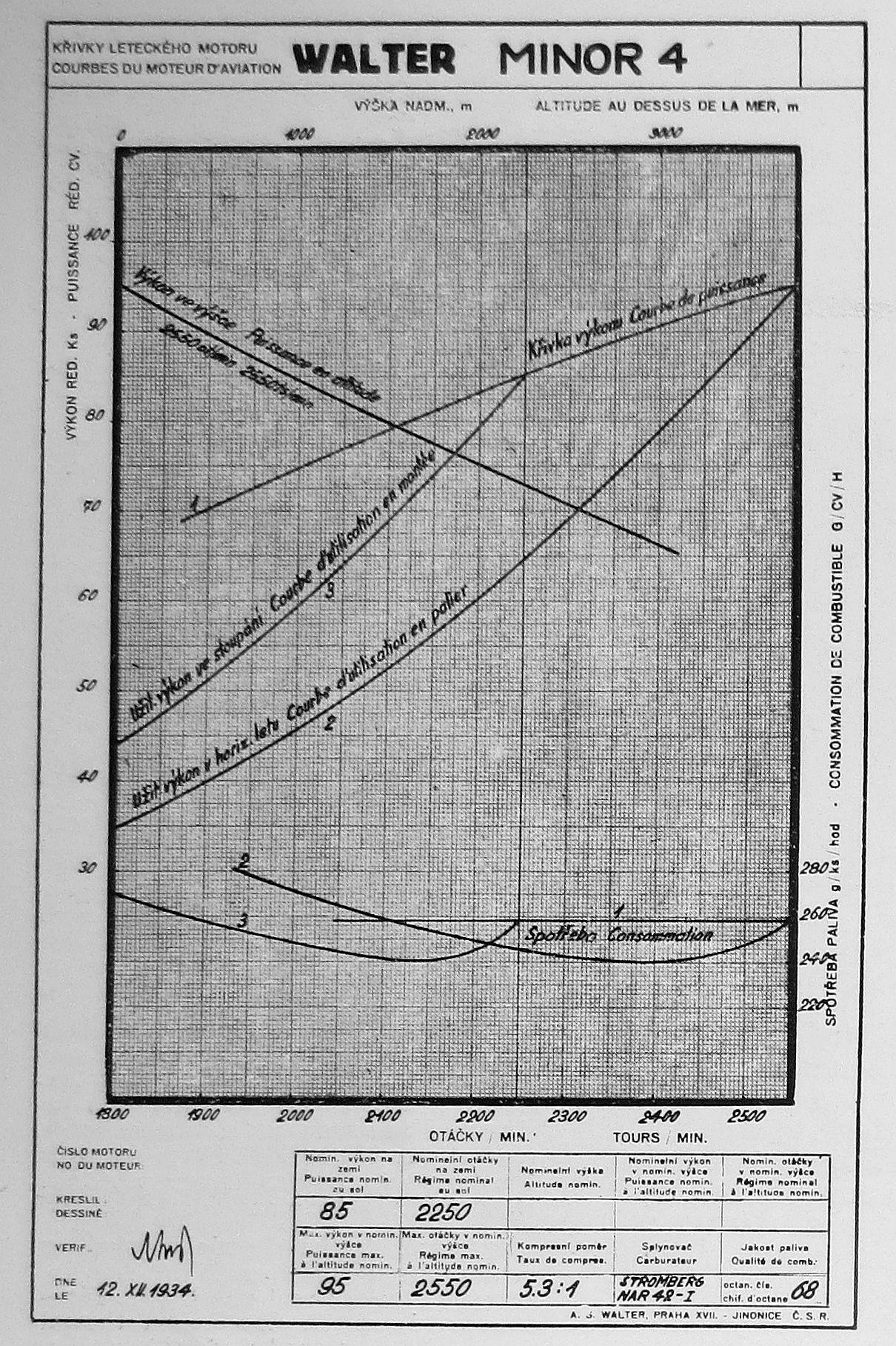
Walter Minor 4 charakteristiky (1934)

## Vznik a užití Minor 4-I, 4-II
Prvním invertním, čtyřválcovým motorem vyráběným v jinonické továrně byl motor Walter Junior (1932–1936). Na něj navázaly čtyřválcové motory řad Minor 4, Major 4 a Mikron. Na rýsovacím prkně ing. Barvitia se Minor 4-I objevil v roce 1933, měl vrtání 105 mm, zdvih 115 mm a celkový zdvihový objem 3,98 l. Očekávaný startovací (vzletový) výkon 63 kW se úspěšně podařilo dokumentovat homologační zkouškou v roce 1934. Díky změněnému poměru vrtání zdvihu 0,91 proti 0,82 (oproti Walter Junioru) se podařilo zlepšit jeho rovnoměrnost chodu v provozních otáčkách oproti jeho předchůdci. O rok později byl do výroby dán vylepšený typ 4-II se zvýšeným nominálním výkonem o 10 k na 85 k (62,5 kW) při mírně zvýšených otáčkách z 2250 na 2260 ot/min.
Vývojem a výrobou motoru Walter Minor 4-I (1934) a Walter Minor 4-II (1936) pro dvoj- a čtyřmístná jedno- i dvoumotorová sportovní letadla sledovala továrna Walter především dostatečnou výkonnost při zajištění vyhovujících letových vlastností letadla při minimalizované hmotnosti a minimálních rozměrech motoru, aerodynamický tvar umožňující i jednoduchou zástavbu a kapotáž, jednoduchou, robustní a trvanlivou konstrukci a konečně malou spotřebu pohonných hmot, jednoduchou obsluhu a servis. Oba motory se lišily minimálně. Verze 4-II měla o 10 k vyšší výkon, o 2 kg nižší hmotnost a karburátor konstrukce Walter. Na svou dobu šlo pokročilou konstrukci, která disponovala ocelovými válci, hliníkovými hlavami a rozvodem OHV.

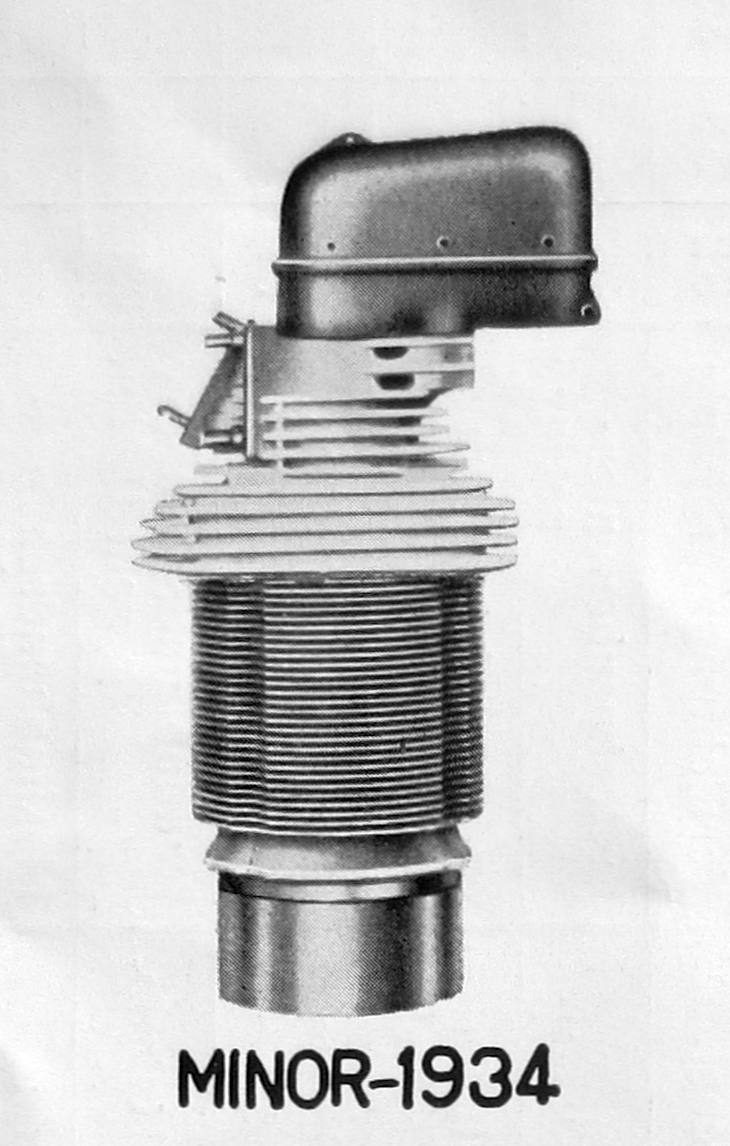
Walter Minor 4 (detail válce)

První aplikací motoru byl Letov Š-239. V letech 1933–1934 byl ve výrobě sportovní vzpěrový hornoplošník Letov Š-239. V roce 1935 probíhala tzv. Národní letecká sbírka na podporu akce 1000 nových pilotů. V rámci této akce byly ze získaných prostředků například pořízeny všechny vyrobené letouny Š-239 (15 ks) s motory Walter Minor 4, které byly poskytnuty Ústřední pilotní škole.
První Minory spadly jako dar s nebe pro plodného konstruktéra sportovních letadel ing. Pavla Beneše, který se stal jedním ze zakladatelů choceňské firmy Beneš-Mráz. Z jejich dílny začínaly počínaje rokem 1935 vycházet mimořádně úspěšné sportovní a cvičné typy letadel. Výkon Minorů byl jako ulitý na štíhlé dvousedadlovky "Bibi" a "Beta". V červenci 1936 byly motory Walter Minor 4-I úspěšné v závodě sportovních letadel „12 heures d´Angers“ v kategorii do 4 l objemu motoru zvítězil major gen. št. Josef Kalla na letounu Beneš-Mráz Be-502 Bibi, uletěl 1229,04 km v průměrné rychlosti 204,04 km/h a současně skončil v celkové klasifikaci na 2. místě a v téže kategorii do 4 l byl třetí ing. Jaroslav Hausmann ml. (též jako Hausman) na letounu Beneš-Mráz Be-50 Beta-Minor. Závod na 12 hodin, který spočíval v ulétnutí nejdelší vzdálenosti, byl pro nepřízeň počasí zkrácen na 6 h. Světové rekordy byly ustanoveny 6. června 1937, když škpt. ing. Vladimír Šimůnek (bratr ing. Bohuslava Šimůnka) na letounu Be-502 Bibi na vzdálenosti 100 km dosáhl průměrné rychlosti 220,940 km/m a škpt. Vojtěch Žáček na stejném stroji na vzdálenosti 1000 km dosáhl rychlosti 214,233 km/h. Letadla Be-50 Beta-Minor a Be-51 Beta-Minor dobyla ve dnech 22.–29. srpna 1937 v italské soutěži „Raduno del Littorio” skvělého úspěchu. Kpt. J. Polma s nadp. Janem Červenkou na kabinovém letadle Beneš-Mráz Be-51 Beta-Minor se umístili na 4. místě mezi 53 účastníky, kteří ze 76 startujících soutěž dokončili. Další letadla Beneš-Mráz Be-50 Beta-Minor řízená nadpor. Škopem a por. Maláčem, Ing. Svobodou a J. Steinbaurem, řed. Ing. Polákem a Ing. Jílkem, získala jedenácté, třinácté a čtrnácté místo, ačkoliv v témže závodě musela další osádka Šlouf-Placák nouzově přistát na mořskou hladinu. Téhož roku v československém Národním letu získaly Be-50 třetí, čtvrté, šesté a sedmé umístění. Dalších sportovních úspěchů dosáhly Be-50 v mezinárodní rallye Curych–Paříž a v leteckém závodě státy Malé dohody v roce 1938, v němž Be-50 získala čtvrté místo v kategorii I.A a šesté v kategorii II.A. Typ také získal ve své kategorii (letounů s objemem motoru do 4 litrů) tři mezinárodní rekordy. Dva byly výškové, první z nich v hodnotě 5603 m získala na podzim 1937 (9. listopadu) osádka kpt. Jan Červenka - por. Vlad. Kučera na stroji imatrikulovaném OK-EAC, následovaný v únoru 1938 výstupem osádky Červenka–Záleská do výše 5935 m. Tento rekord však byl brzy překonán letounem Tatra T.101. V březnu 1938 pak osádka Kulhánek–Zelený dosáhla rychlostního rekordu na stokilometrové trati v hodnotě 196,635 km/h. Zmiňovaného závodu státy Malé dohody v roce 1938 se zúčastnily i letouny Be-555 Super Bibi, což byl jejich první ostrý start. Posádky ing. Zdeněk Svoboda – ing. Stanislav Konečný z Aeroklubu Č. Budějovice (OK-BEX, st. č. 45) a Miroslav Plecitý – Vincenc Hodek z Aeroklubu RČs. (OK-BEJ, st. č. 46) ve své kategorii (IIA) obsadily 3. a 9. místo. Tento nepříliš výrazný výkon byl přičítán spíše nezkušenosti pilotů s novým strojem nežli jeho vlastnostem a schopnostem.

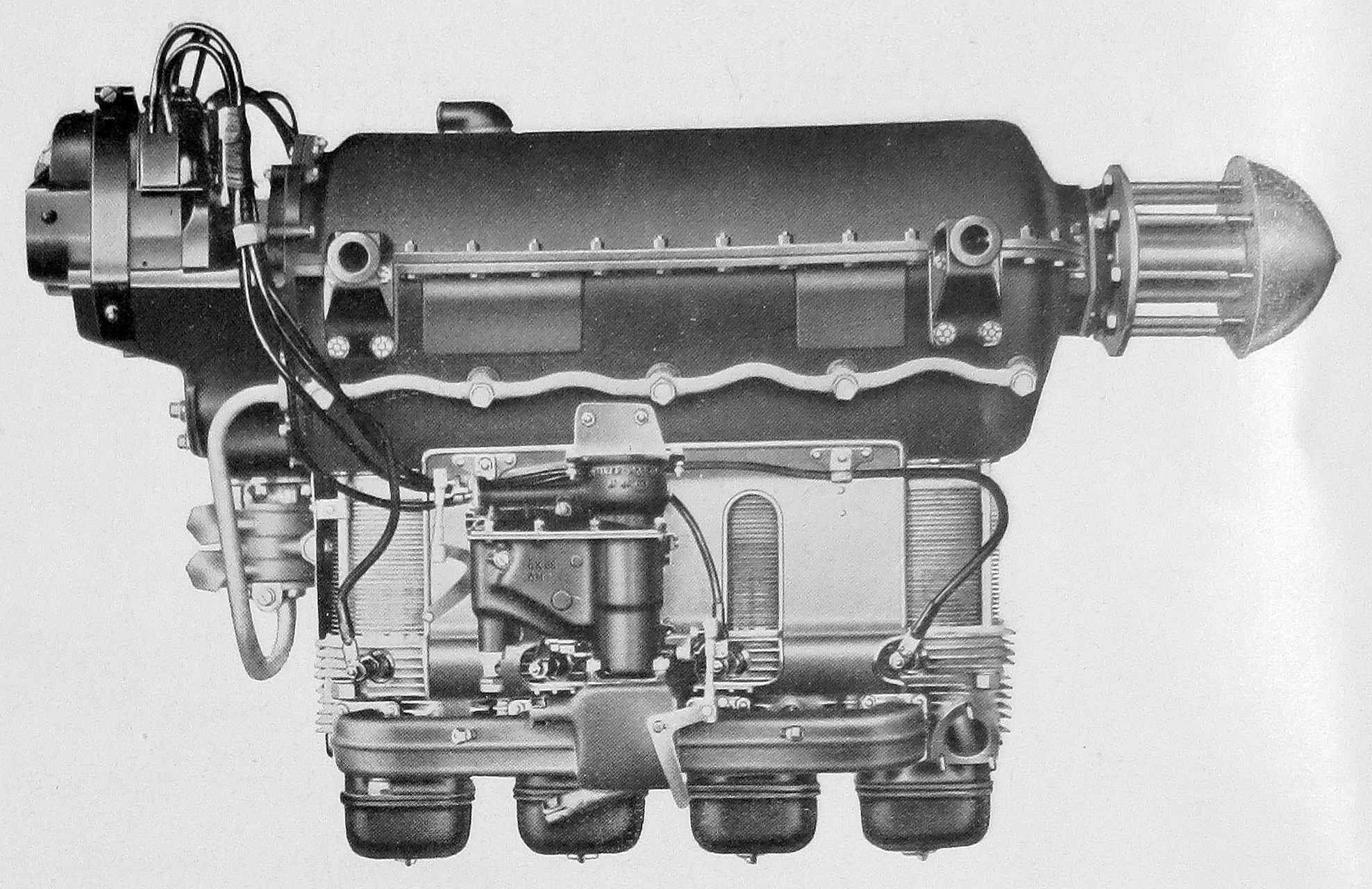
Walter Minor 4 (1936)

## Popis motoru Minor 4-I, 4-II
Invertní řadové vzduchem chlazené pístové letecké motory Walter Minor 4 měly vrtání válců 105 mm a zdvih 115 mm.
Výhodná specifická hmotnost 1 kg/k (max. výkon ku hmotnosti) byla dosažena rozsáhlým použitím hliníkových a magnesiových lehkých slitin. Dominantní z těchto materiálů byla Al-slitina HIDUMINIUM RR, původně používaná společností Rolls-Royce. Vynikala vlastnostmi, které při zachování specifické hmotnosti hliníku jsou srovnatelné co do pevnosti, pružnosti a tažnosti s ocelemi. Měly dobré metalurgicko-technologické vlastnosti, byly dobře kovatelné a tepelně zpracovatelné.
V klikové skříni odlité z magnesiové slitiny (elektron) byl uložen čtyřikrát zalomený klikový hřídel z chromniklové oceli v pěti kluzných ložiscích vylitých kompozicí a v kuličkovém ložisku s hlubokou drážkou. Spojovací tyče s dělenou hlavou byly kovány z Al-slitiny HIDUMINIUM RR 56, pouzdro ojnice bylo vyplněno ložiskovým materiálem. Písty byly odlity z Al-slitiny HIDUMINIUM RR 53 a následně tepelně zušlechtěny. Každý píst měl 2 stírací a 1 těsnicí kroužek. Válce byly standardně z oceli. Válce s hlavami z Al-slitiny byly přitaženy ke skříni dlouhými šrouby. Rozvod OHV disponoval v každé hlavě sacím a výfukovým ventilem, které byly ovládány vačkovým hřídelem uloženým v klikové skříni. Vačkový hřídel byl poháněn ozubeným převodem od zadního konce klikového hřídele. Vahadélka byla ukryta v pouzdrech z elektronu, připojených na hlavy válců. Také zvedací tyčinky byly zakryty teleskopickými pouzdry z hliníkových trubek. Mazání motoru se suchou skříní bylo tlakové, cirkulační s jedním tlakovým a s jedním vratným kolečkovým čerpadlem oleje. Tlak oleje byl regulován automaticky. Čištění oleje zabezpečovaly tři snadno vyjímatelné filtry v tělese olejových čerpadel.

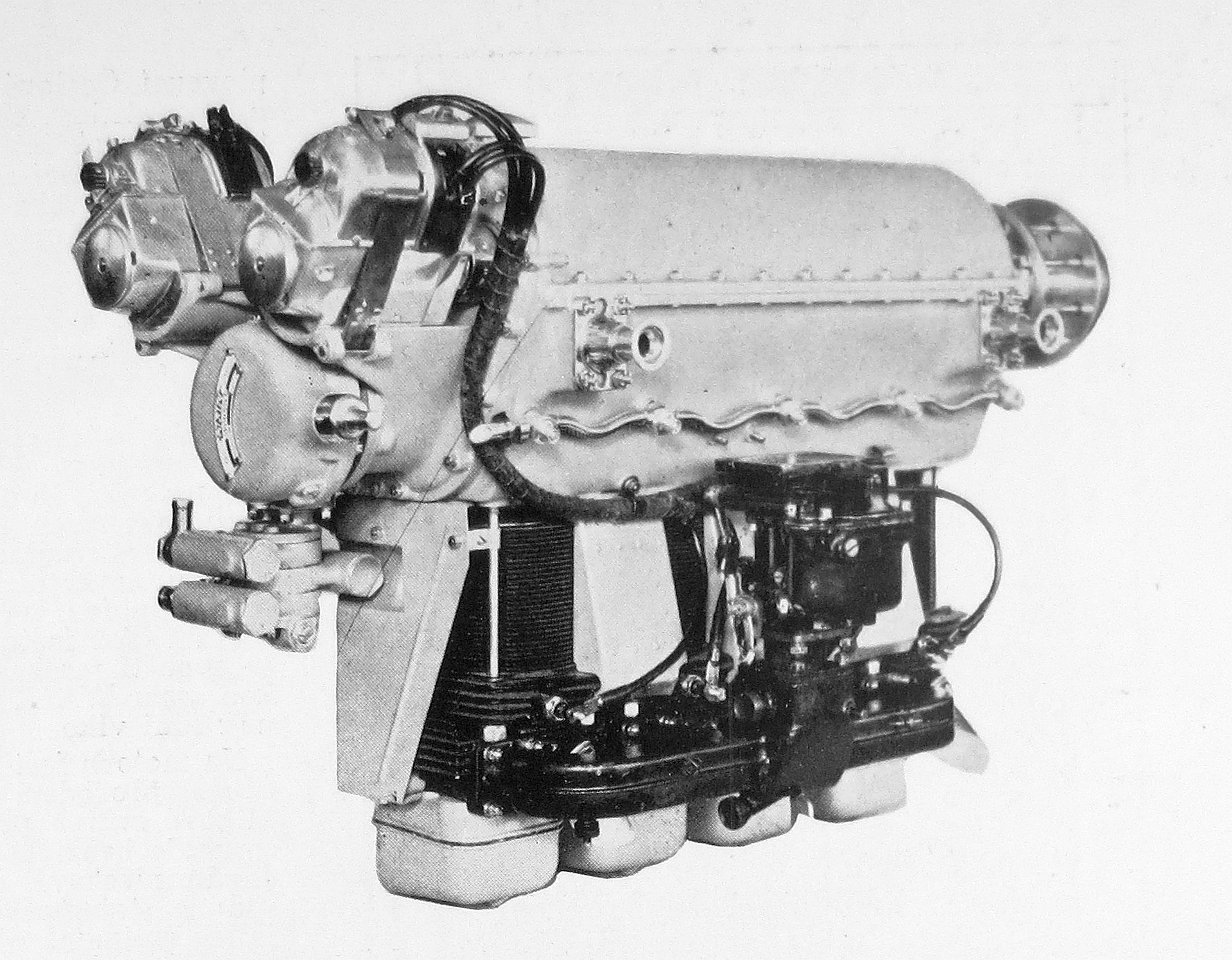
Walter Minor 4 (1936)

Zapalování bylo dvojité, levotočivé magnety Scintilla PNR4-DA měly automatické řízení předstihu. Levé magneto mělo odtrhovací spojku k usnadnění nastartování motoru. Invertní karburátor Stromberg NAR 42-I (později Walter-Claudel HOD36N AI48-DX) byl připojen na plechové sací potrubí. Motor se spouštěl mechanickým startérem Walter Mechano 4 s ruční klikou a tento startér byl namontován na zadní víko motoru. Další pomocné pohony byly rovněž instalovány na tomto zadním víku. Náhon tachometru s převodem 1:2 byl na levé straně klikové skříně, kde byla i příruba pro připojení benzinového čerpadla AC-PE 389, které bylo poháněno excentrem od vačkového hřídele. S motorem byl dodáván plechový sběrač vzduchu, který rozváděl chladicí vzduch stejnoměrně ke všem válcům. Upevnění motoru na draku letounu bylo realizováno čtyřmi postranními čepy s bohatě dimenzovanými gumovými ložisky.

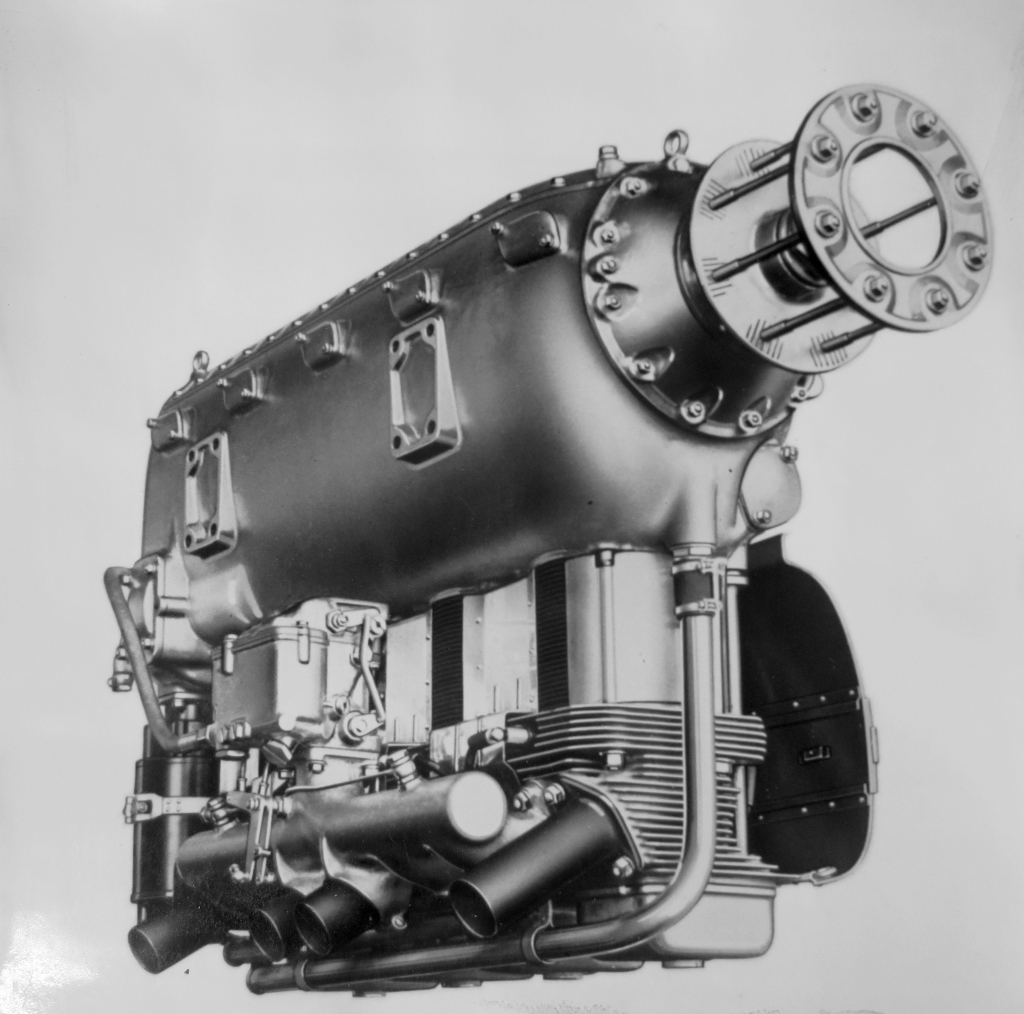
Walter Minor 4-III (1946)

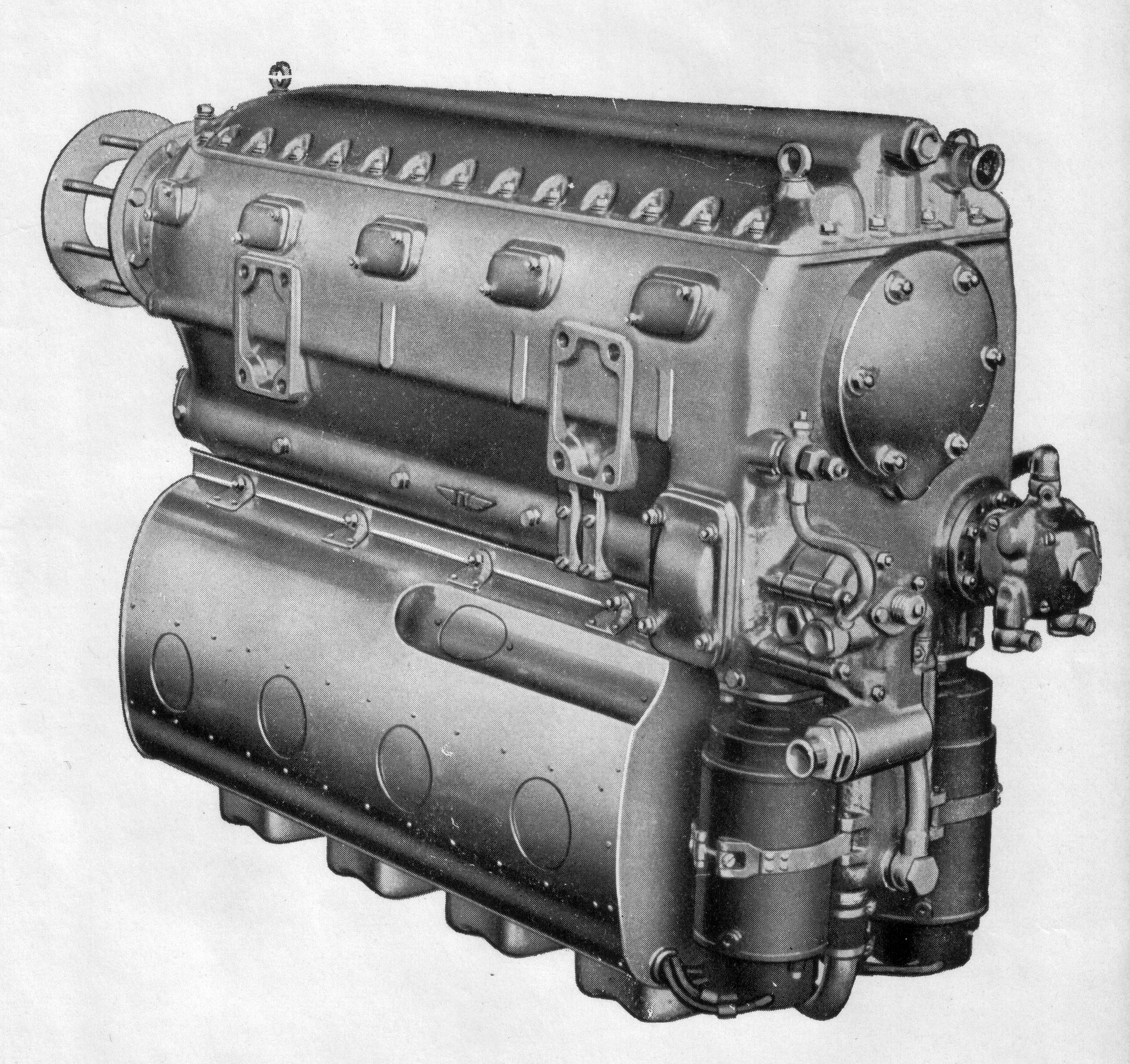
Walter Minor 4-III, pohled šikmo zezadu (1946)

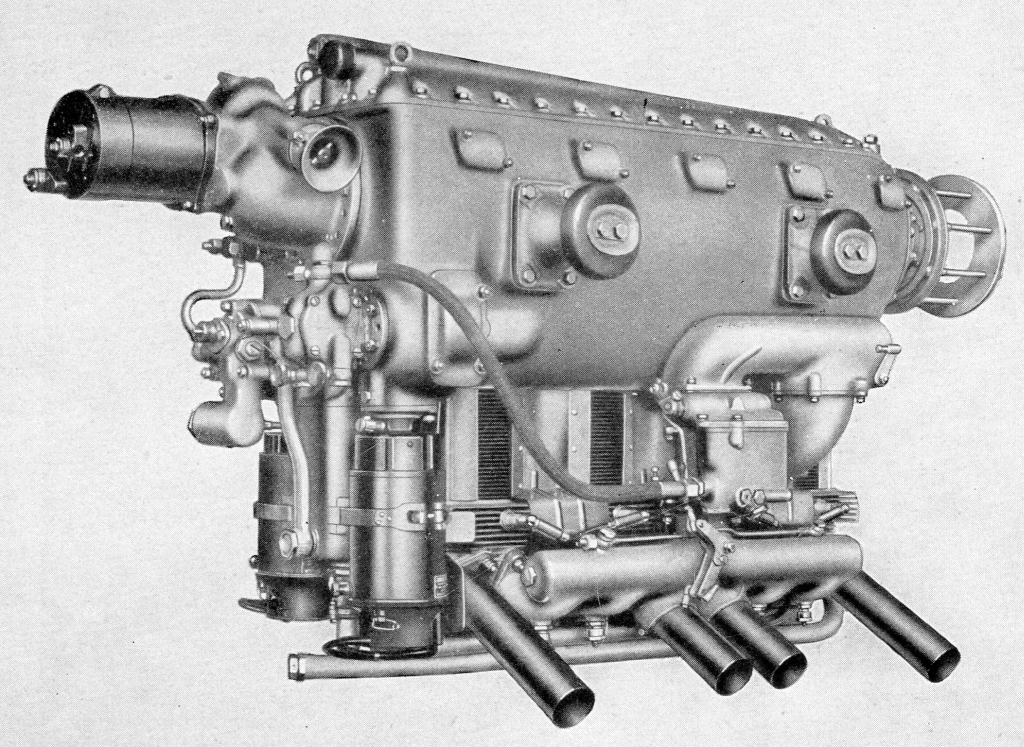
Walter Minor 4-III (1946)

## Vznik a užití Minor 4-III/Minor 4-IIIS
Walter Minor 4-III (typové označení M-133) ing. Bohuslava Šimůnka byl dán do výroby a homologován podle podmínek PICAO počátkem roku 1946, jako první letecký motor vyrobený ve svobodné Evropě. Zachoval si parametry předválečných Minorů 4: vrtání 105 mm, zdvih 115 mm, celkový objem válců 3 983 cm3, byl však zvýšen kompresní poměr na 6:1 a otáčky motoru a tím zvýšen výkon, nominální na 105 k (77 kW) při 2500 ot/min a cestovní na 80 k (59 kW) při 2350 ot/min při snížené hmotnosti suchého motoru na 90,5 kg, spotřebě paliva na 245 g·h−1·k−1 / 333 g·h−1·kW−1 a spotřebě oleje na 2–8 g·h−1·k−1 / 3–11 g·h−1·kW−1
Kliková skříň byla odlita z elektronu, klikový hřídel byl vykován z chromvanadiové oceli, čepy byly nitridovány, písty a ojnice vykovány ze slitiny hliníku, válce byly z ocelových výkovků s nitridovanými pracovními plochami, rozvod OHV a oběžné tlakové mazání se suchou skříní. Od svých předchůdců se hlavně lišil v tom, že hliníkové odlitky byly nahrazeny výkovky a v tom, že použité ocele Poldi byly komplexněji legovány.
V příslušenství došlo více méně k náhradě některých zahraničních komponent, popř. k náhradě výrobky Walter modernější konstrukce. Karburátor Walter typu 45 a 2 magneta Scintilla Vertex NVK-4 a AVK-4. Na přání byla montována dvojitá palivová pumpa 2M50, odstíněné zapalování, ruční spouštěč Walter R25 nebo elektrický RE25 a 4 závěsné čepy s gumovými tlumiči vibrací. Walter Minor 4-III hned po svém uvedení na trh byl montován do československých letadel Zlín 26 Trenér/C5, Zlín 381/C-106, Mráz M-1 Sokol, Aero C-4/C-104, Aero Ae-45/Aero Ae-45S Super. V dalších letech přibyly aplikace na letounech XLD-40 Mír/L-40 Meta-Sokol, Z-126 Trenér 2/C-105, Praga E-112, Praga E-211, Aero Ae-50, Hodek HK-101 atd.

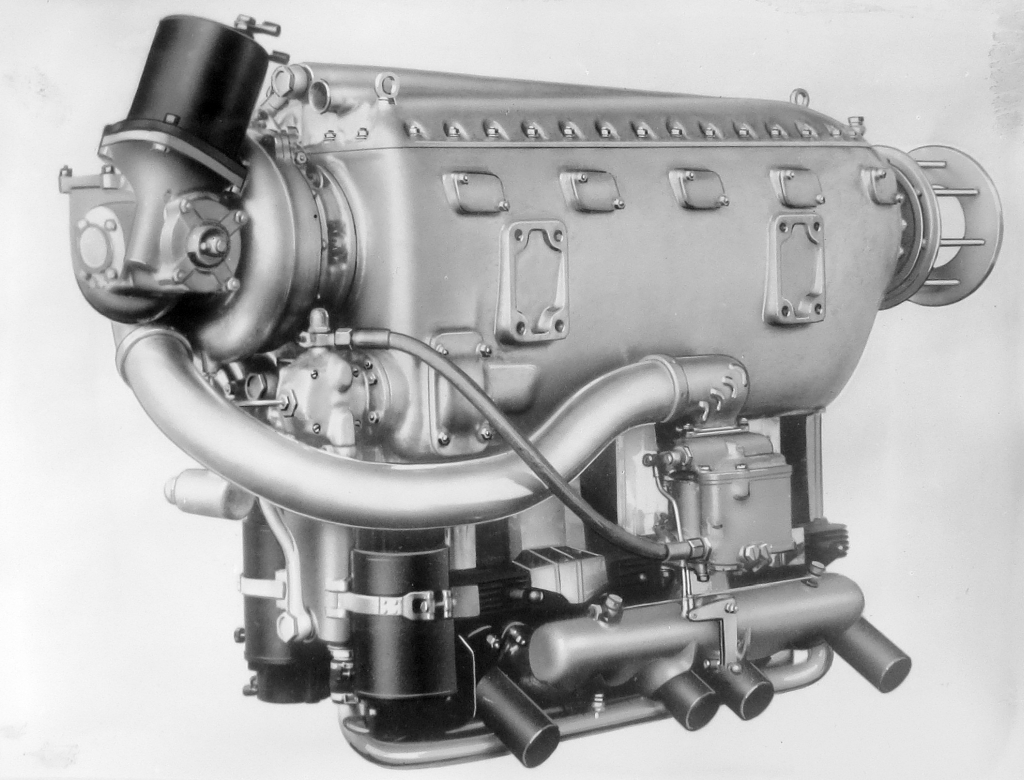
Walter Minor 4-III-S (1946)

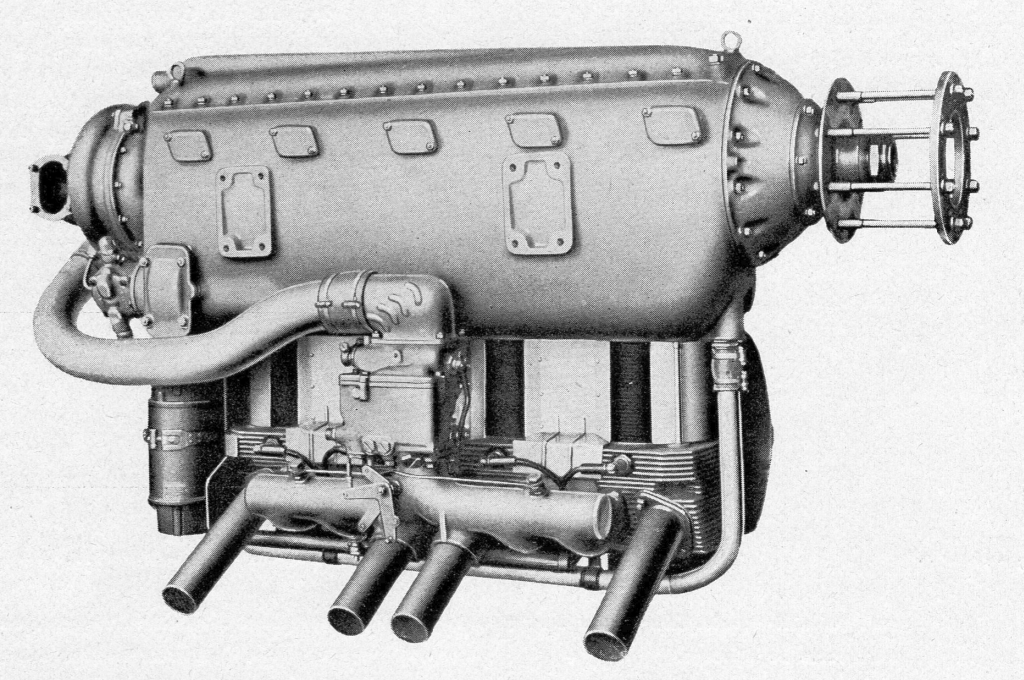
Walter Minor 4-III-S (1946)

Walter Minor 4-III-S (typové označení M-333), představený na prvním poválečném aerosalónu v Paříži, byl vybaven vypínatelným, odstředivým kompresorem s převodem 1:7,4, čímž jeho startovací výkon stoupl až na 120 k (88 kW) při 2600 ot/min. Kompresor zvýšil hmotnost motoru na 97,3 kg. Později byl nainstalován krátce na letounu Mráz M-1 Sokol, ale příliš se neosvědčil, protože u něj byly problémy s uchlazením motoru. Dále byl Minor 4-III modifikován v roce 1956 jako Walter M-332/Minor Sc (140k) s vypínatelným kompresorem, nízkotlakým vstřikováním paliva před sací ventily, rozvodem OHC a elektrickým spouštěčem a v roce 1959 byla zahájena sériová výroba šestiválcové verze Walter M-337/Minor Sh (210k).
Motorů Walter Minor 4-I/4-II v letech 1934–1947 bylo vyrobeno 157 ks, typů 4-III bylo v období 1946–1960 vyrobeno celkem 3092 ks a motorů Walter M-332 (1956–1964) dalších 1192 ks. Celkem bylo vyrobeno v Jinonicích 4441 těchto čtyřválcových motorů.

## Další vývoj po roce 1964
Po roce 1964, co se firma Walter soustředila pouze na vývoj a výrobu proudových (M701) a turbovrtulových motorů (M601, M602), byla výroba pístových motorů včetně konstrukční skupiny ing. B. Šimůnka převedena do společnosti Avia v Praze 9 – Letňanech (tehdy Automobilové závody n.p.), která motory Walter M-322 vyráběla pod názvem Avia M332. Ale ani v tomto podniku výroba nevydržela, po téměř 30 letech je výroba opět přemístěna. Proces delimitace do LOM Praha s.p. byl ukončen v roce 1992. Od tohoto roku se LOM PRAHA s.p. stal hlavním projektantem invertních pístových motorů s výhledem pokračovat ve vývoji a sériové výrobě motorů a náhradních dílů. V druhé polovině r. 1992 byla zahájena výroba čtyřválcového motoru typu M332A. Po té následovaly i další modifikace včetně nové verze M132 pro akrobacii pro pevnou nebo stavitelnou vrtuli. LOM Praha s.p. tyto motory zavedené do výroby v roce 1934 vyrábí – po zmíněných modifikacích – i v 21. století po téměř 90 letech od jejich vzniku. Od roku 1992 do roku 2002 bylo v LOM vyrobeno 141ks čtyřválcových a 98ks šestiválcových motorů různých modelů.

## Varianty
Walter/Motorlet:
- Minor 4-I (1934–1936)
- Minor 4-II (1936–1947)
- Minor 4-III (1946–1960)
- M-332 (1956–1964)

Avia: Avia M332 (1964-1991) 
LOM Praha: M332A/M332AK/M332C, M132A/M132AK (od roku 1992) 

## Použití Walter Minor 4 a M-332
- Aero C-4/C-104 (Bücker Bü 131)
- Aero Ae-45/Aero Ae-45S Super
- Aero Ae-145
- Aero Ae-50
- Beneš-Mráz Be-50 Beta-Minor
- Beneš-Mráz Be-51 Beta Minor
- Beneš-Mráz Be-502 Bibi
- Beneš-Mráz Be-555 Super Bibi
- CSS-10
- Hodek HK-101
- IAR-813
- Koolhoven F.K.46
- Letov Š-239
- LWD Żak
- Manzolini Libellula II
- Meindl A.VII
- Mráz Zobor I
- Mráz M-1 Sokol
- Nord NC.856/859/860
- Oeffag O.K.15
- Orličan XLD-40 Mír/L-40 Meta-Sokol
- Pasotti Airone
- Praga E-40
- Praga E-112
- Praga E-210
- Praga E-211
- RG-7 Șoim
- RWD-5R (replika)
- Starck AS-57
- Zlín Z-381/C-6/C-106 (Bücker Bü 181)
- Zlín Z-26/C-5
- Zlín Z-126/C-105
- Z-35 Heli-Trenér

## Specifikace (Minor 4-I a Minor 4-II)

### Hlavní technické údaje
- Typ: vzduchem chlazený, pístový, invertní, letadlový řadový čtyřválec[3][16][17]
- Vrtání válce: 105 mm
- Zdvih pístu: 115 mm
- Celková plocha pístů: 346,4 cm²
- Zdvihový objem motoru: 3 983 cm³
- Celková délka se startérem: 1 120 mm
- Šířka: 440 mm
- Výška: 630 mm
- Hmotnost suchého motoru (tj. bez provozních náplní): 93 (4-II), 95 kg (4-I)

### Součásti
- Ventilový rozvod: jeden sací a jeden výfukový ventil na válec, rozvod OHV
- Zapalování: 2 magnety Scintilla PNR4-DA, ruční startér Walter Mechano 4
- Příprava palivové směsi: karburátor Stromberg NAR 42-I (4-I), Walter-Claudel HOD36N AI48-DX (4-II)
- Požadavek na paliva: min. 68oktanový letecký benzín
- Spotřeba paliva: 250–260 g·h−1·k−1 / 340–354 g·h−1·kW−1
- Mazací soustava: suchá kliková skříň, tlakové, oběžné
- Spotřeba oleje: 8–12 g·h−1·k−1 / 10,9–16,3 g·h−1·kW−1
- Chladicí soustava: chlazení vzduchem
- Směr otáčení vrtule: vlevo při pohledu zezadu
- Převod na vrtuli: 1:1

### Výkony
- Nominální, jmenovitý výkon: 75 k (55,1 kW) při 2250 ot/min (4-I), resp. 85 k (62,5 kW) 2260 ot/min (4-II)
- Maximální (vzletový) výkon: 85 k (62,5 kW) při 2550 ot/min. (4-I), resp. 95 k (69,9 kW) při 2550 ot/min (4-II)
- Kompresní poměr: 5,3:1
- Poměr nom. výkon/objem: 21,3 k/l (15,7 kW/l) 4-II
- Poměr max. výkonu k hmotnosti (specifická hmotnost): 1,0 k/kg (0,75 kW/kg) 4-II
- Specifická výkonnost: 1,12 kg/k (0,82 kg/kW) 4-II

## Galerie

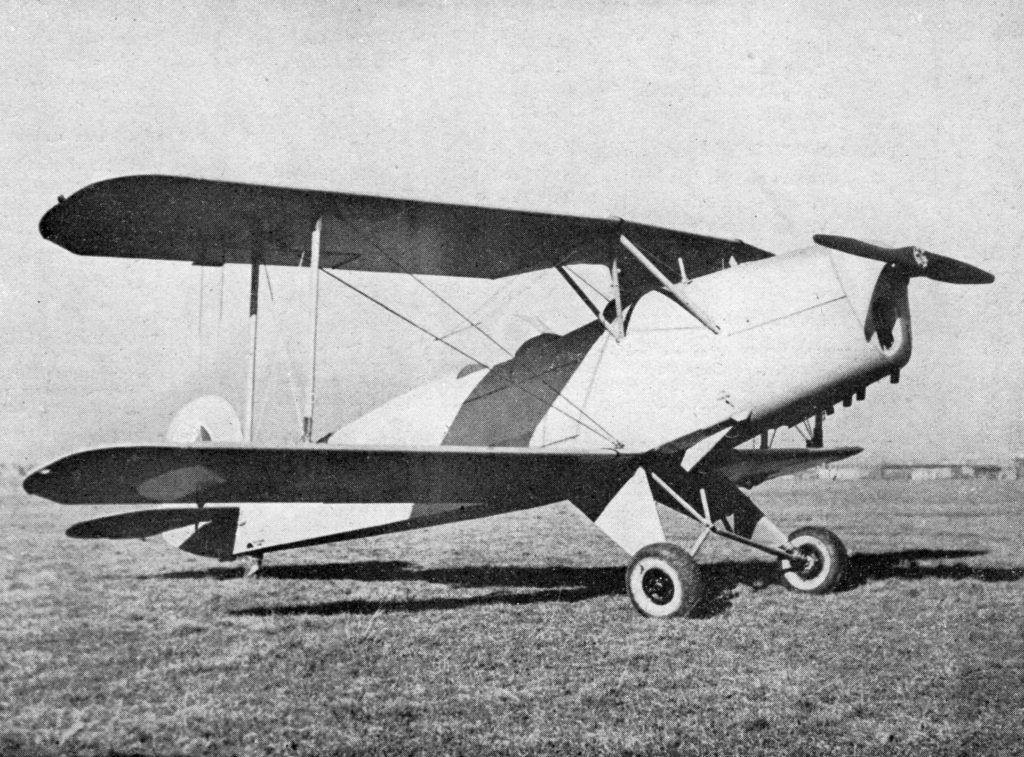
Aero C-104 (1946)
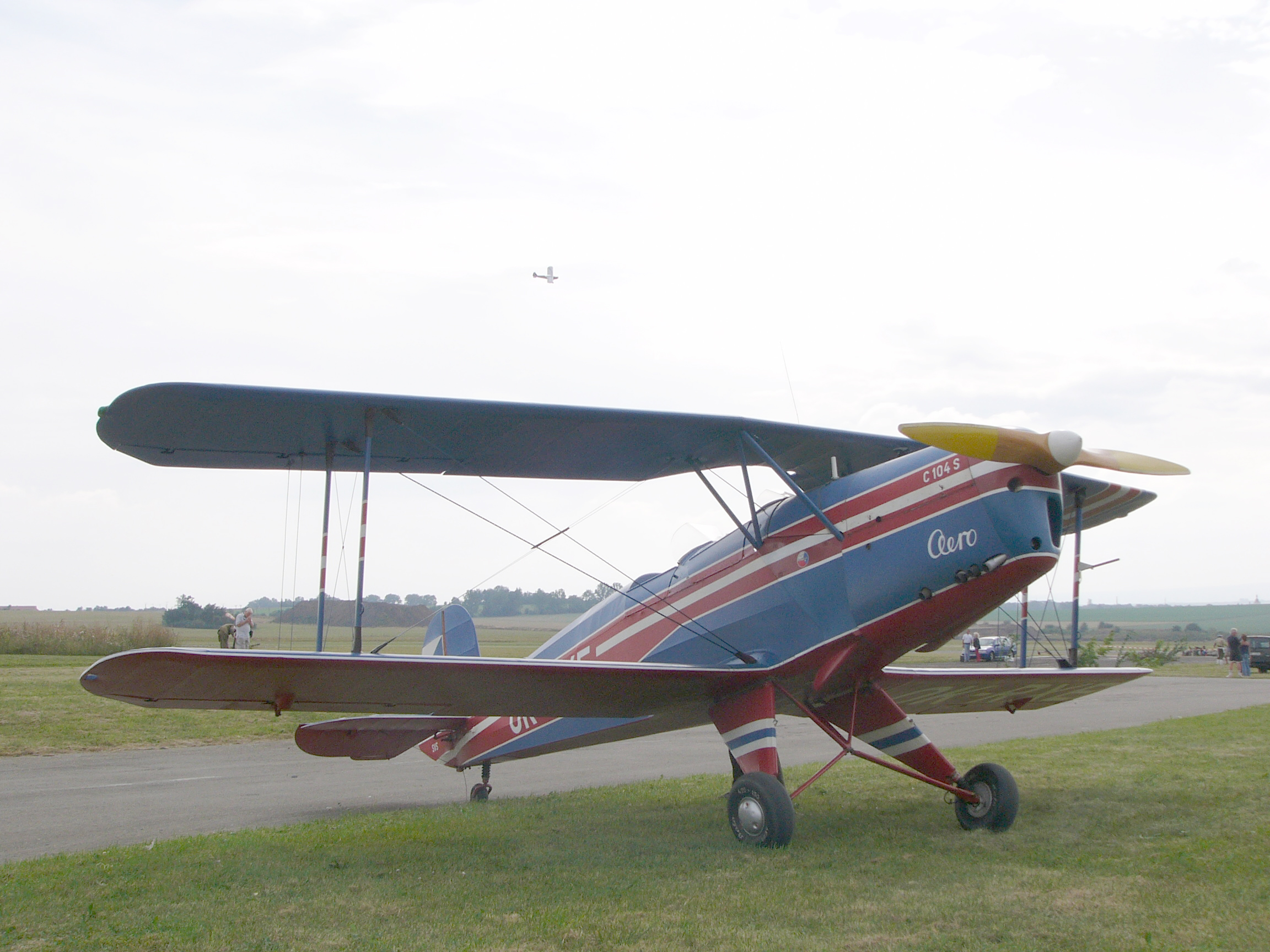
Aero C-104 (1946)
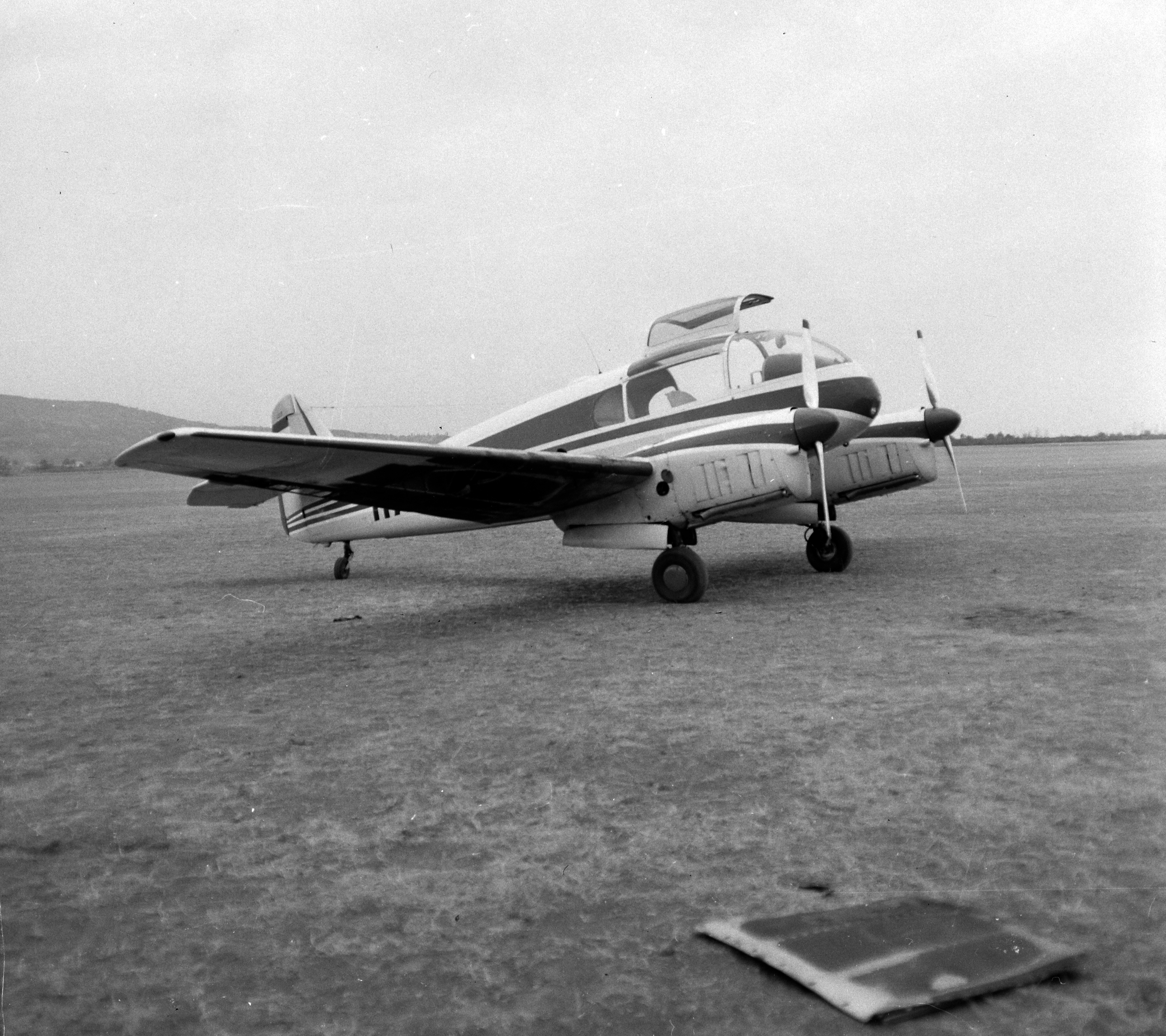
Aero Ae-45 (1947)
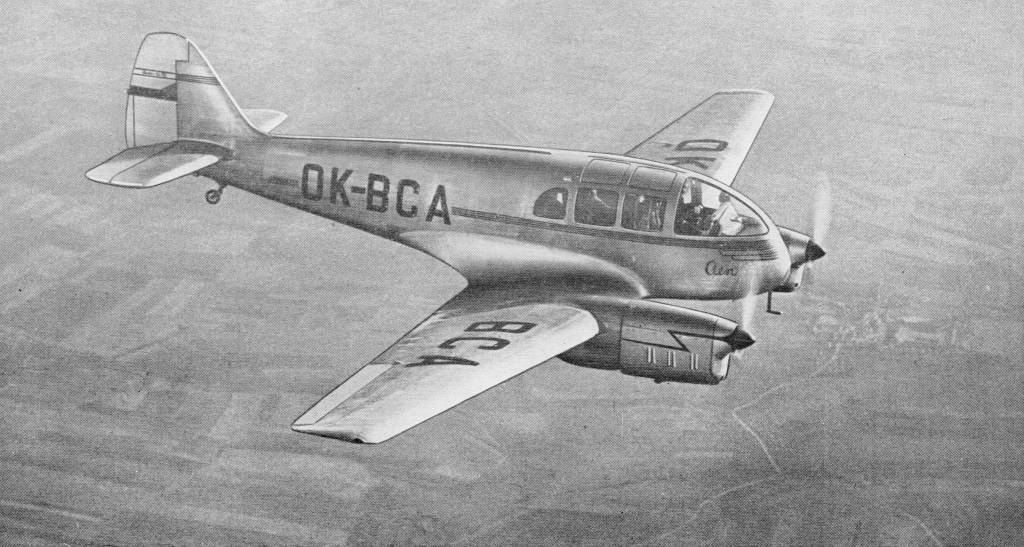
Aero Ae-45 (1948)
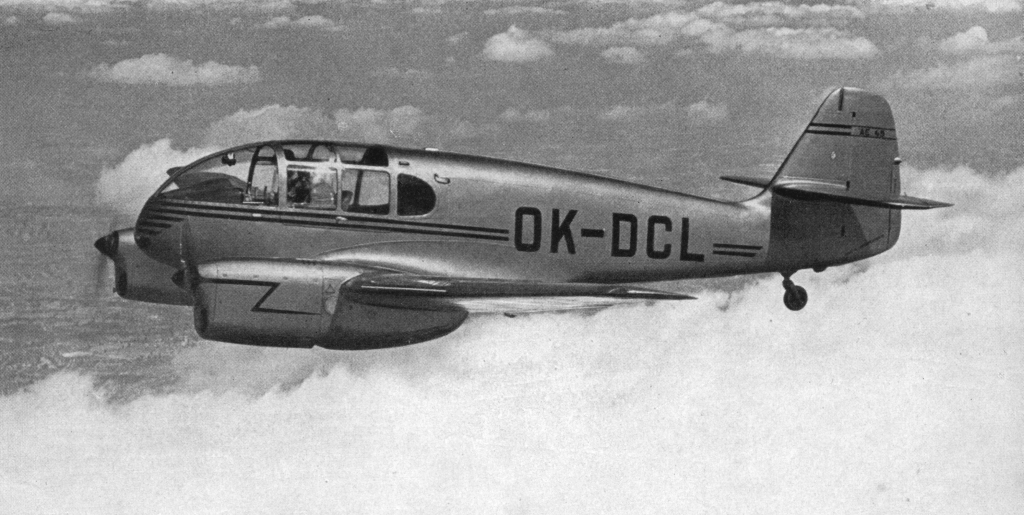
Aero Ae-45 (1948)
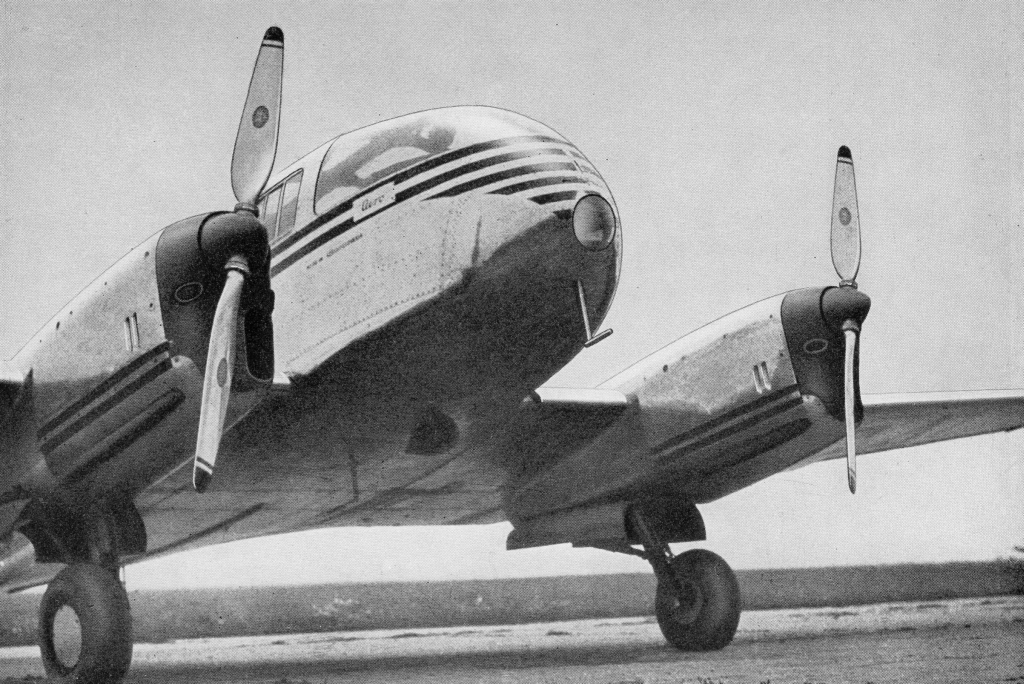
Aero Ae-45 (1948)
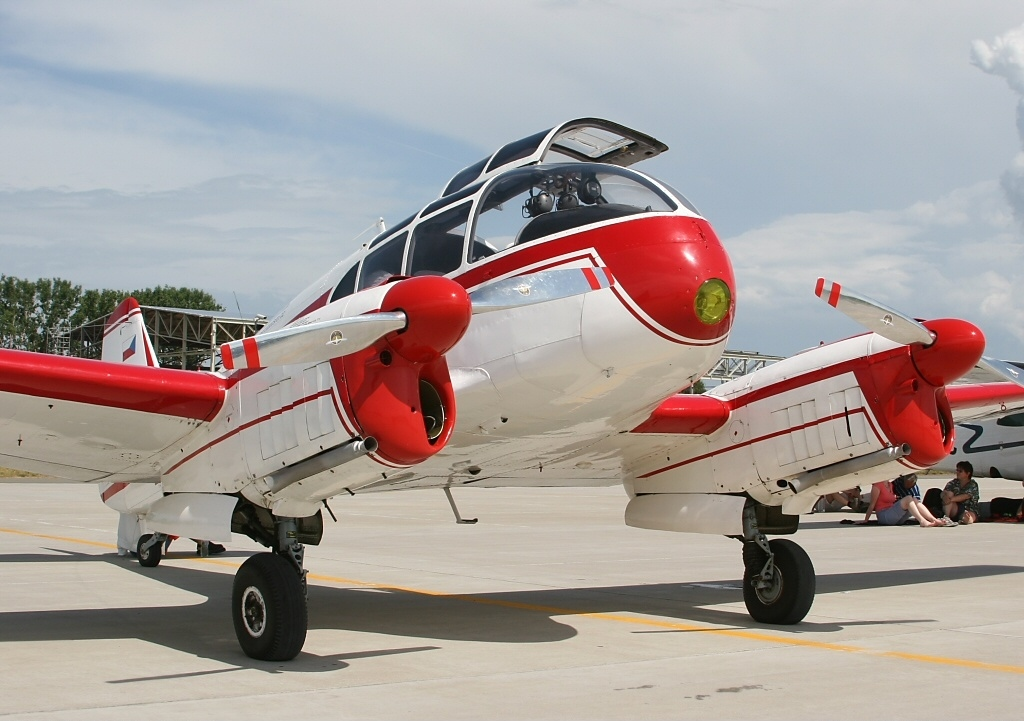
Aero Ae-45S Super (1954)
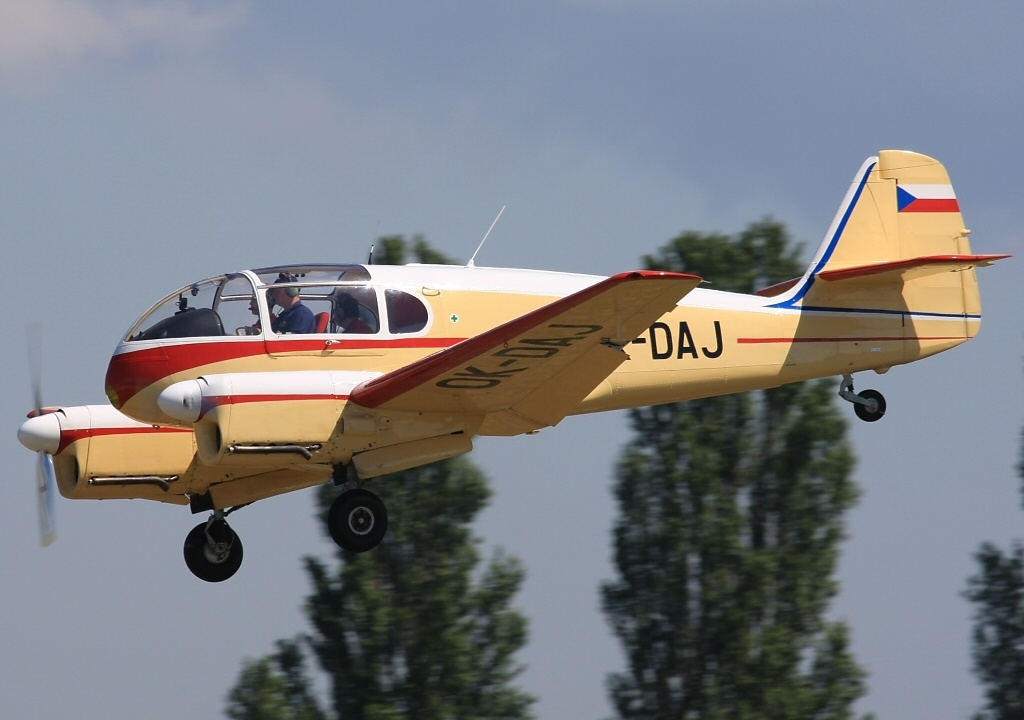
Aero Ae-145 Super Aero (1959)
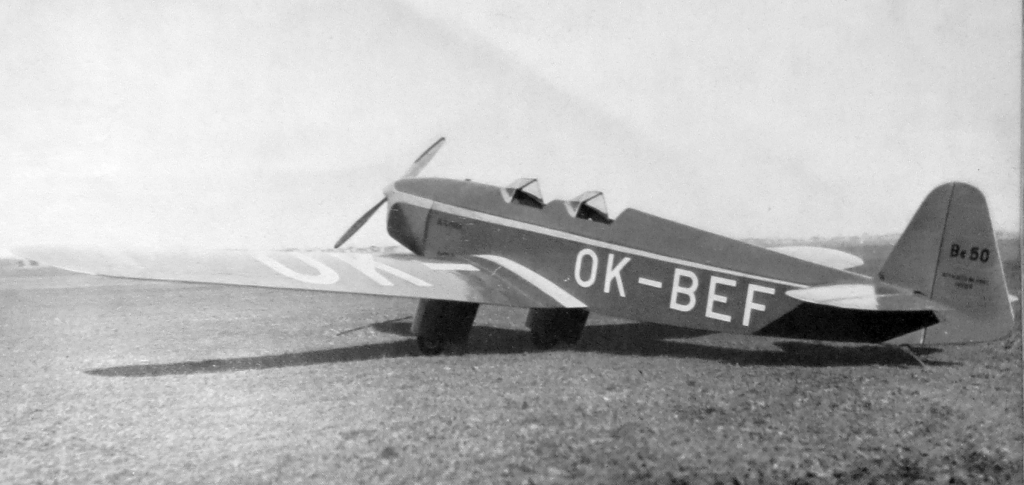
Beneš-Mráz Be-50 (1935)
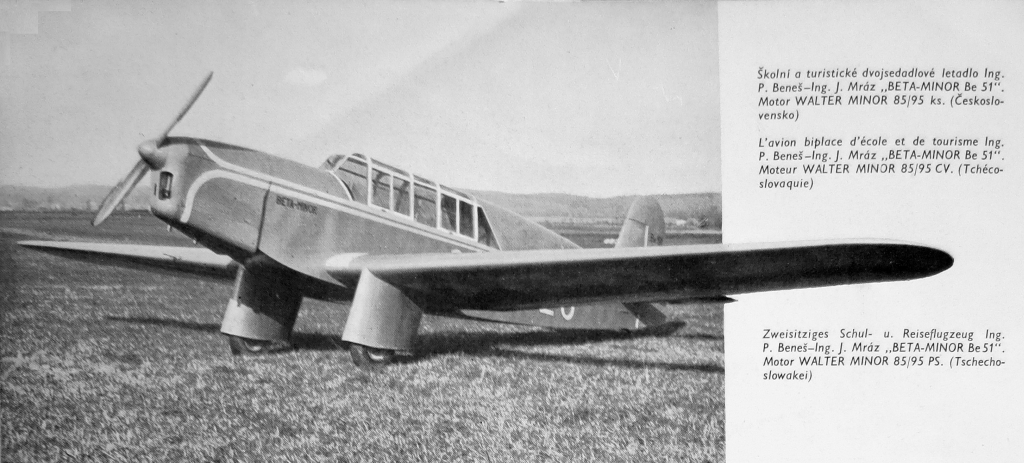
Beneš-Mráz Be-51 (1936)
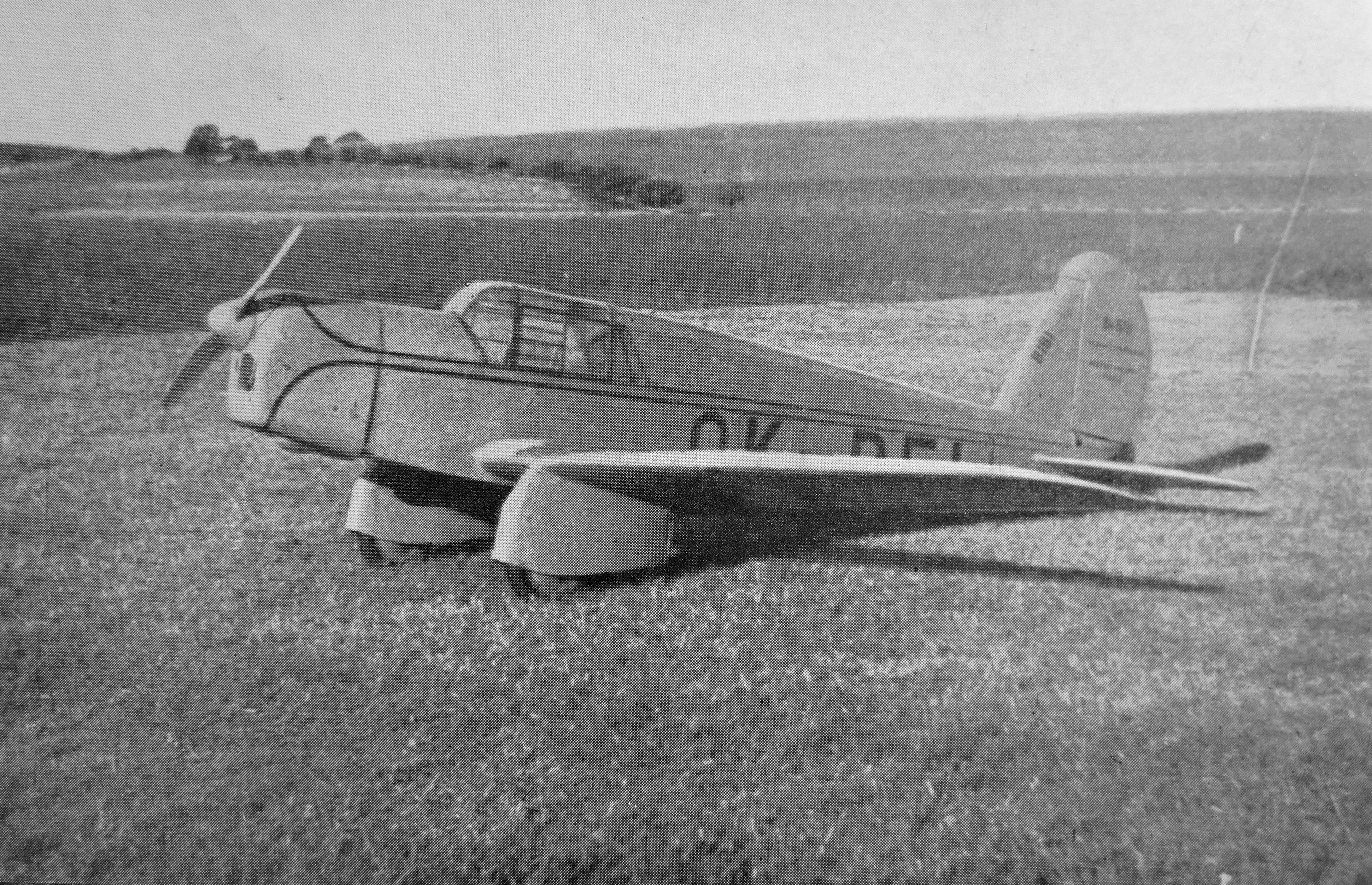
Beneš-Mráz Be-502 Bibi (1936)
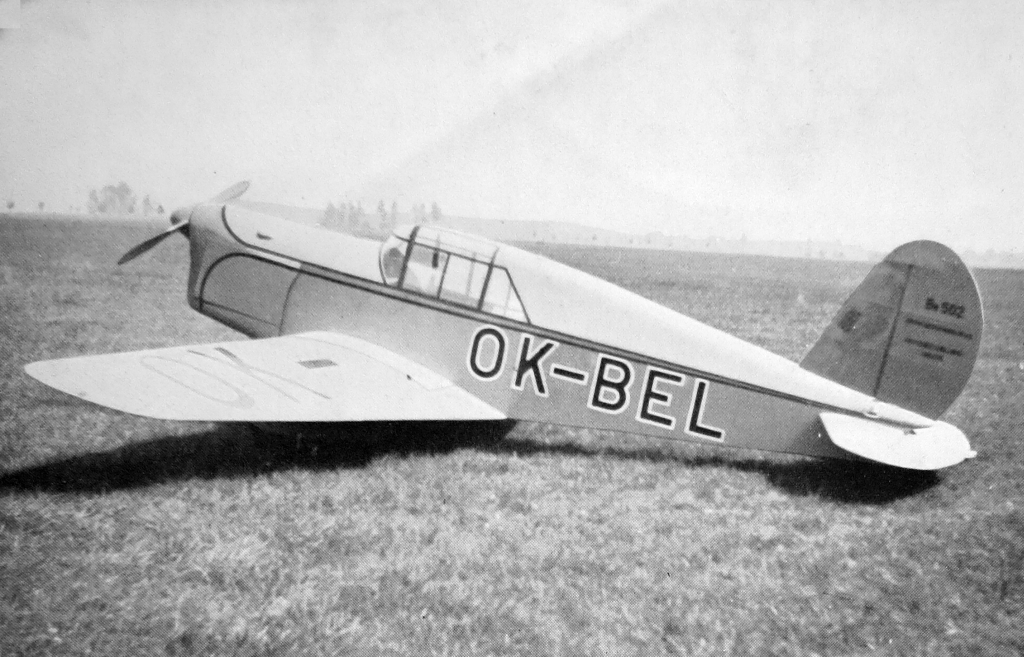
Beneš-Mráz Be-502 Bibi (1936)
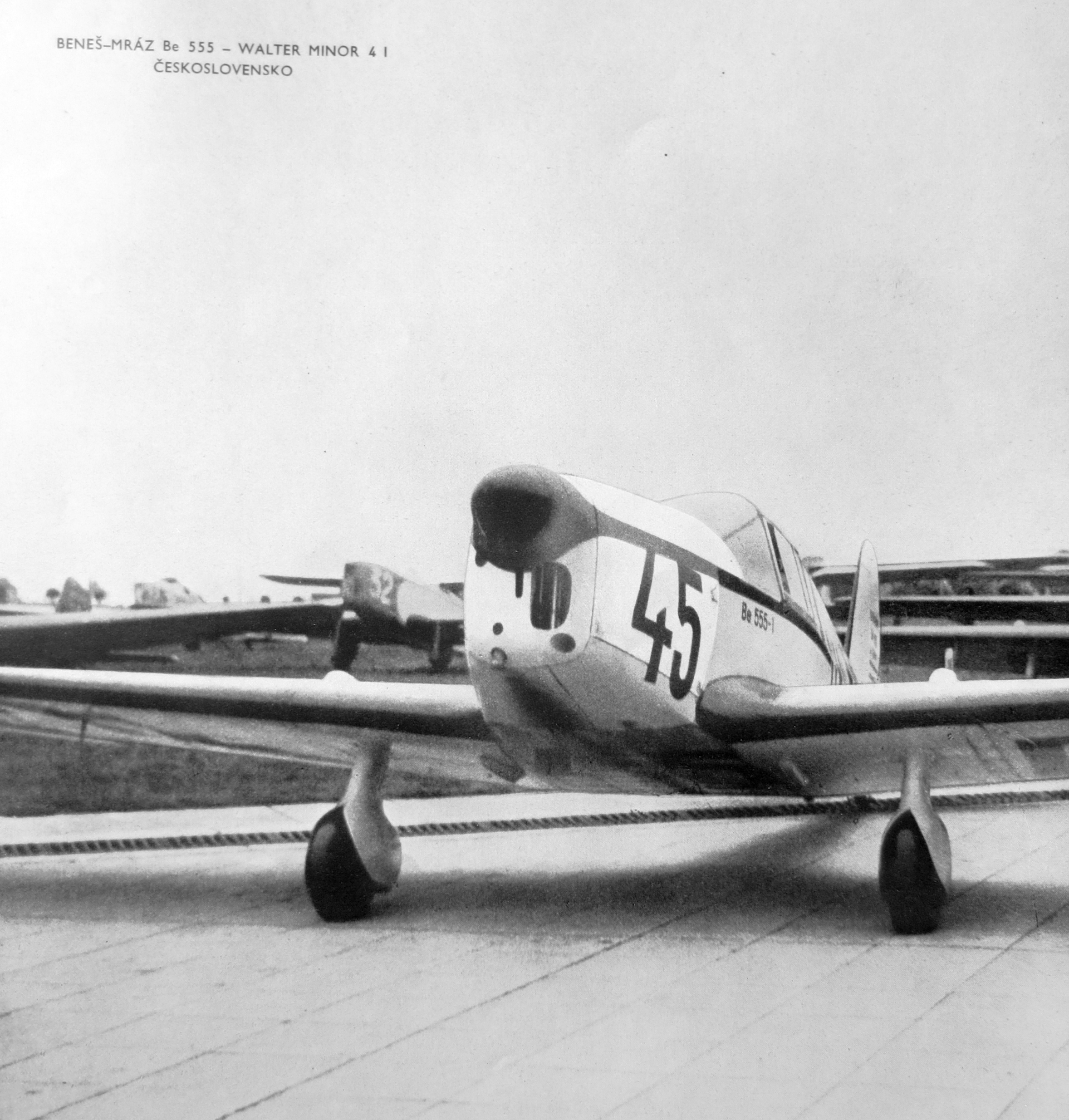
Beneš-Mráz Be-555 Super Bibi (1938)
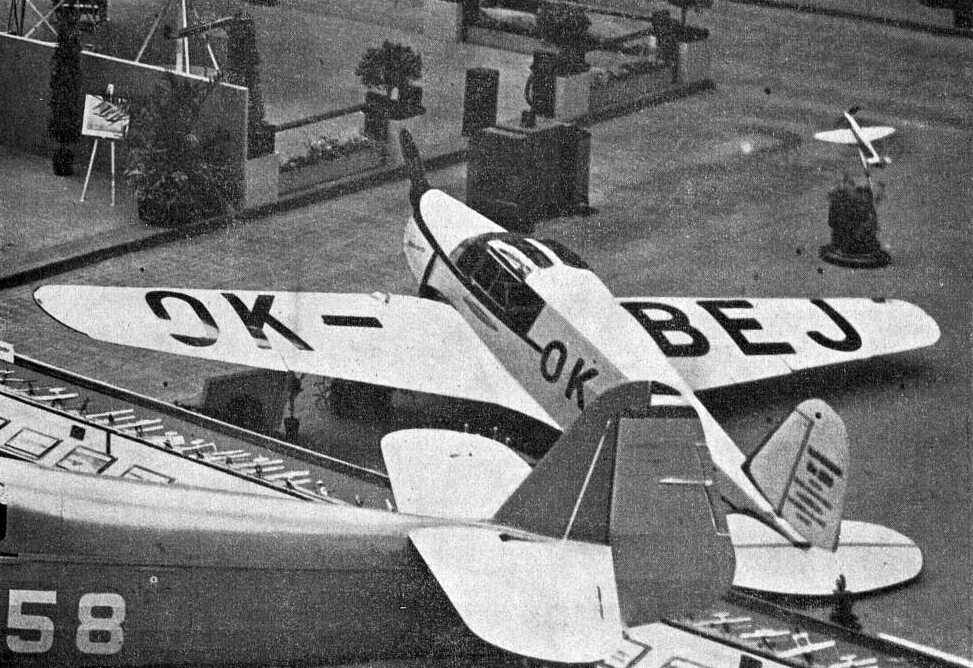
Beneš-Mráz Be-555 Super Bibi na aerosalonu v Paříži (1938)
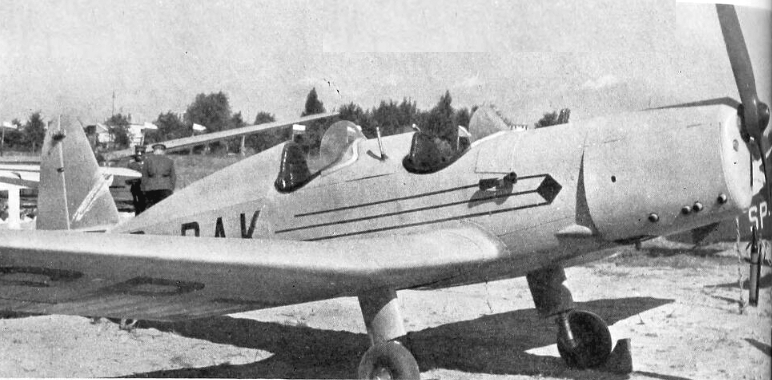
CSS-10C (SP-BAK, 1949)
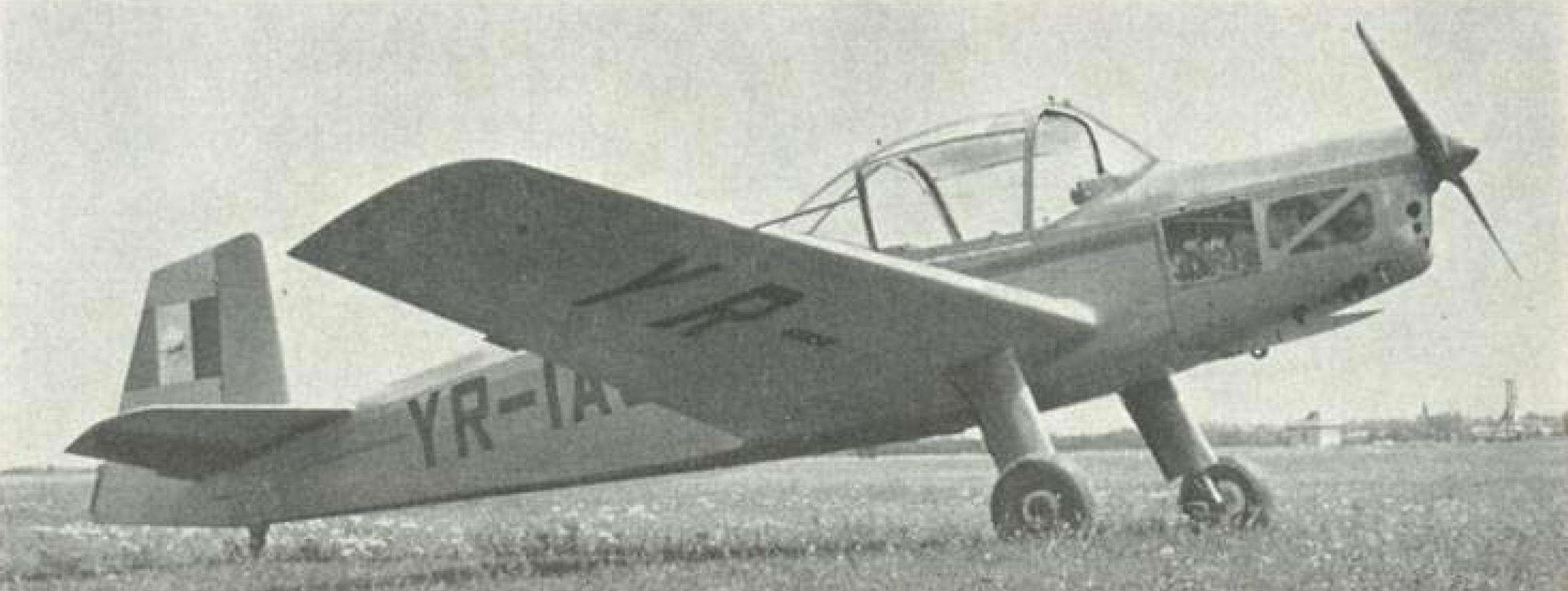
IAR 813 (1950)
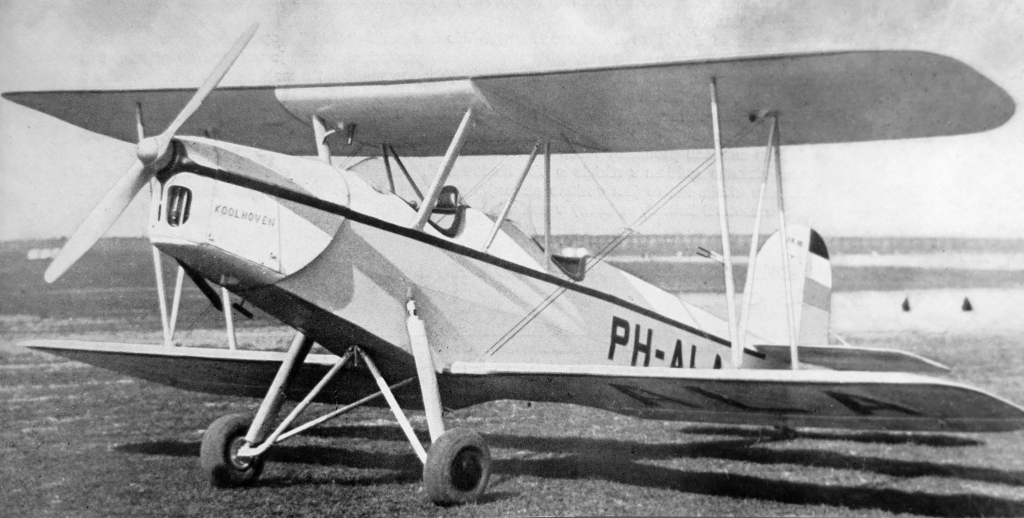
Koolhoven F.K.46L (1936)
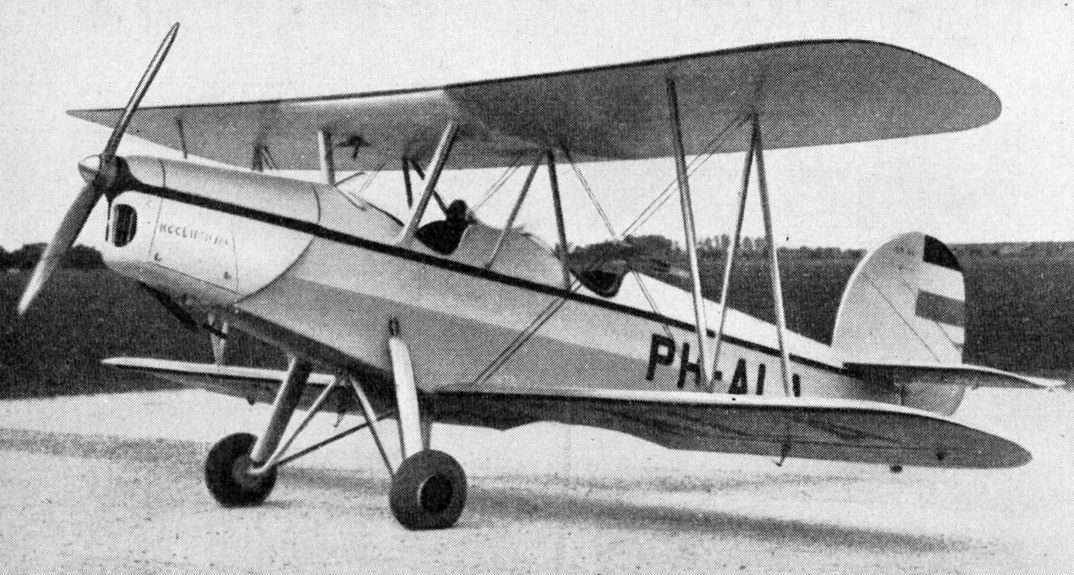
Koolhoven F.K.46L (1936)
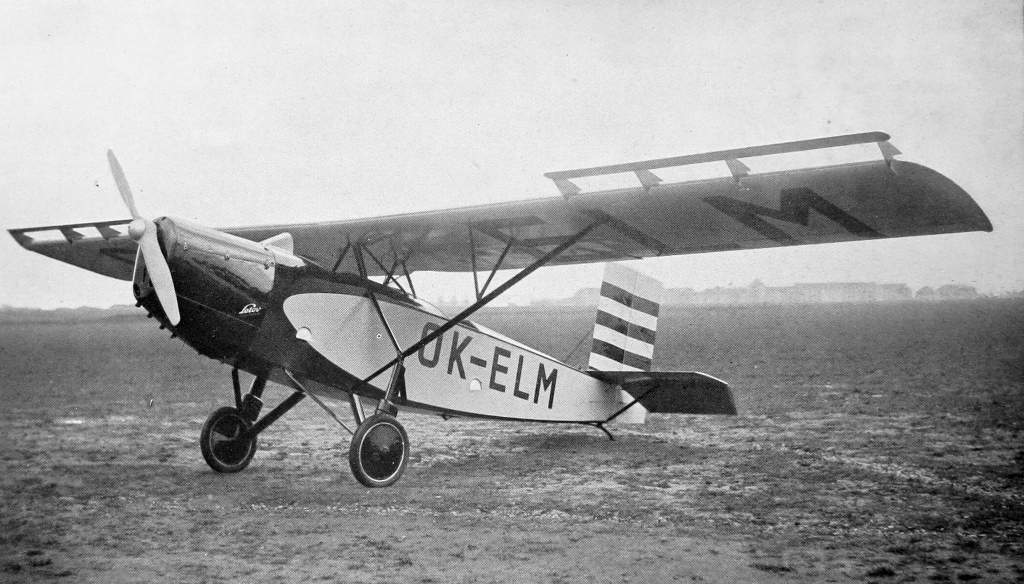
Letov Š-239 (OK-ELM) (1934)
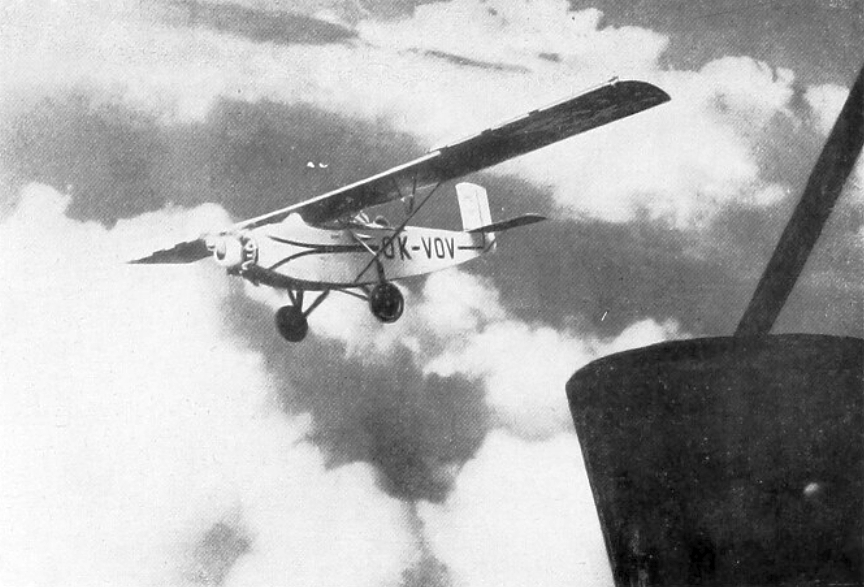
Letov Š-239 (OK-VOV) a Walter Minor 4 (1934)
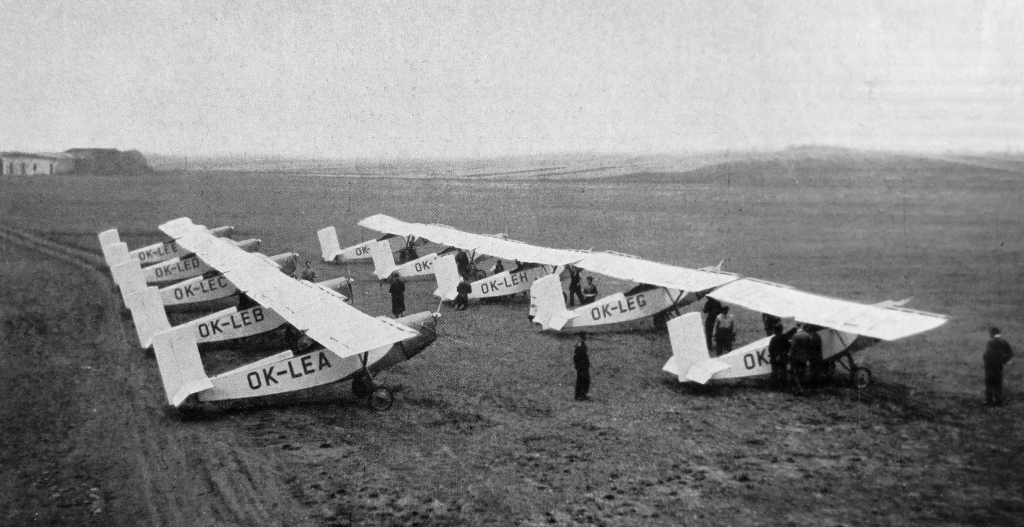
Letov Š-239, letka 10 letadel (1934)
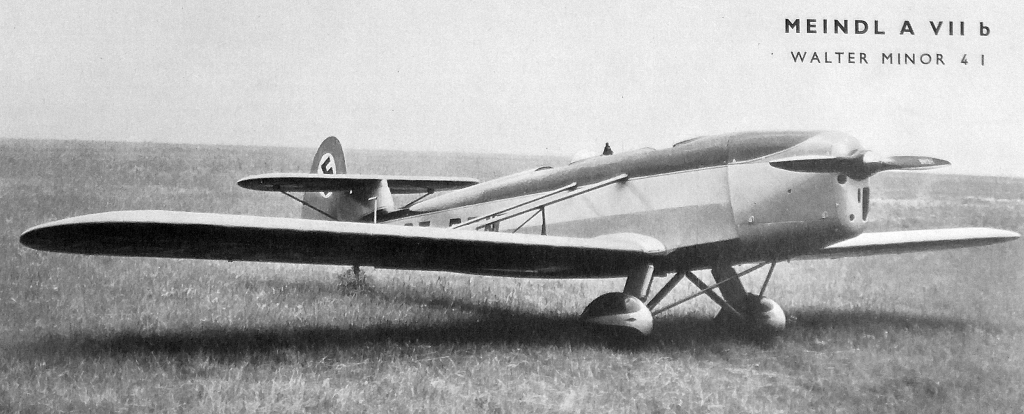
Meindl A.VII b (1935)
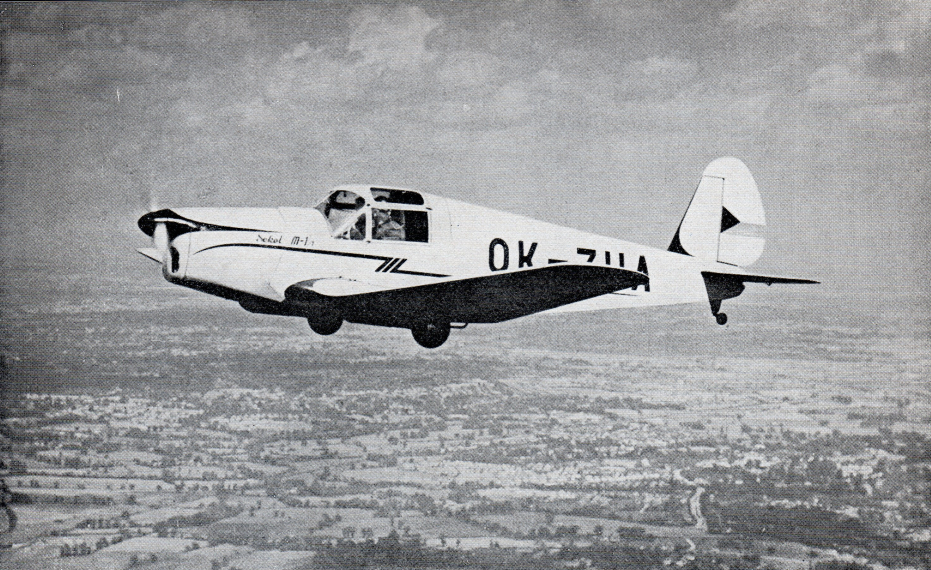
Mráz M-1A Sokol (1946)
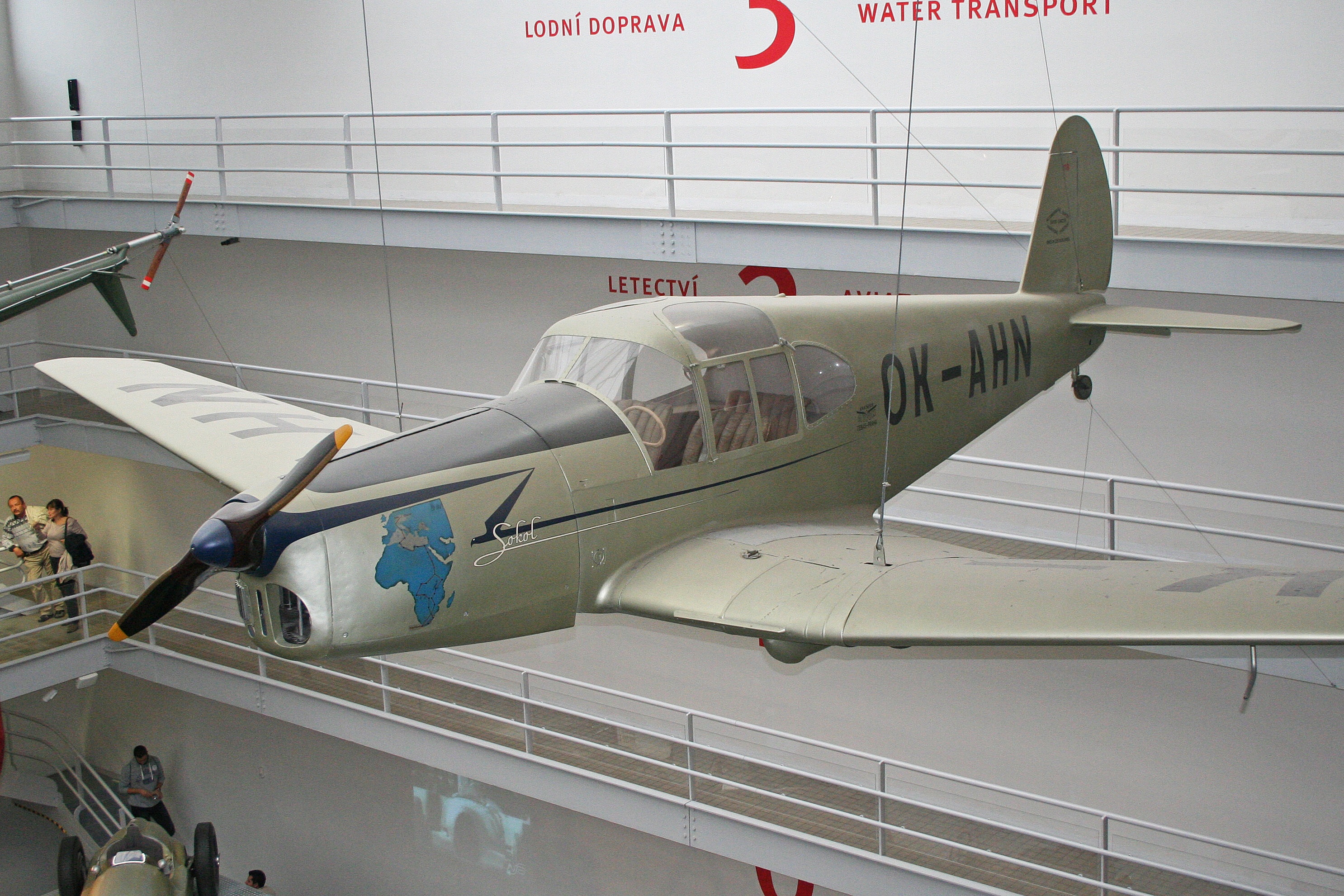
Mráz M-1C Sokol (1947)
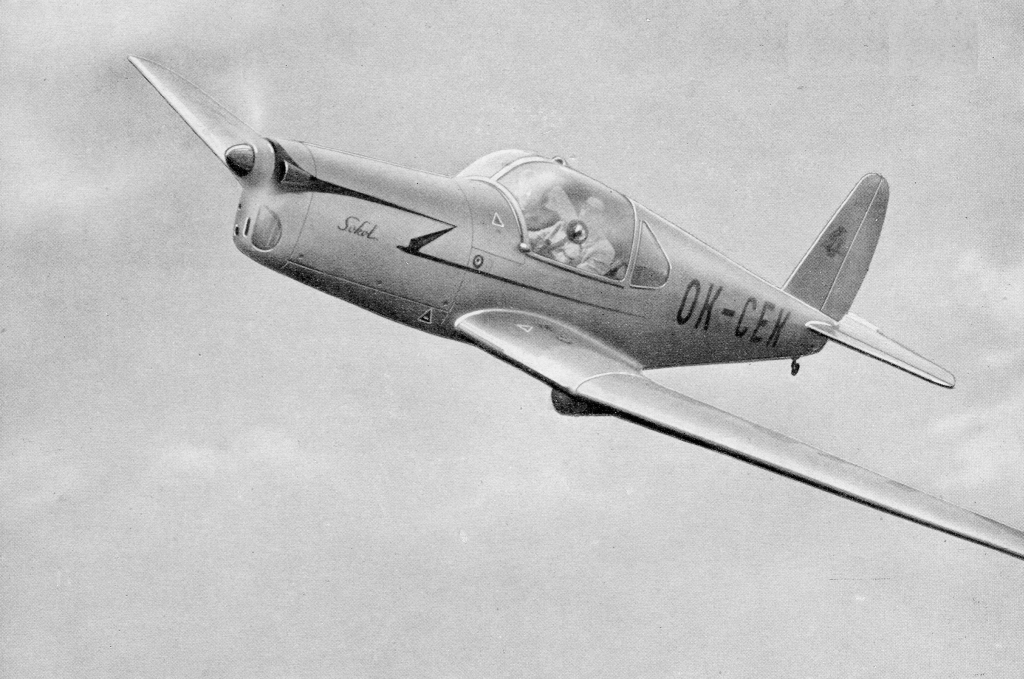
Mráz M-1C Sokol (1947)
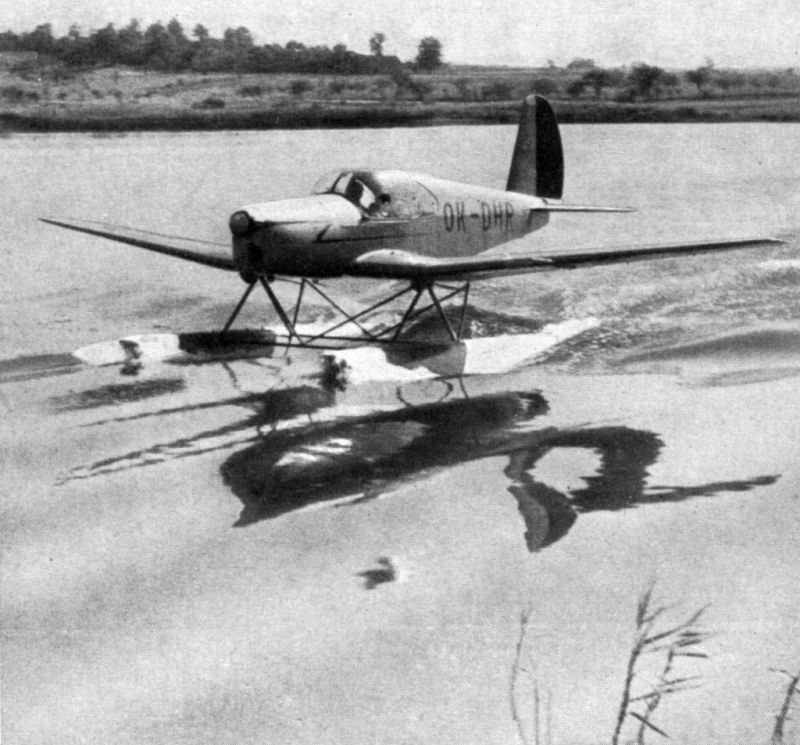
Mráz M-1E Sokol (1947)
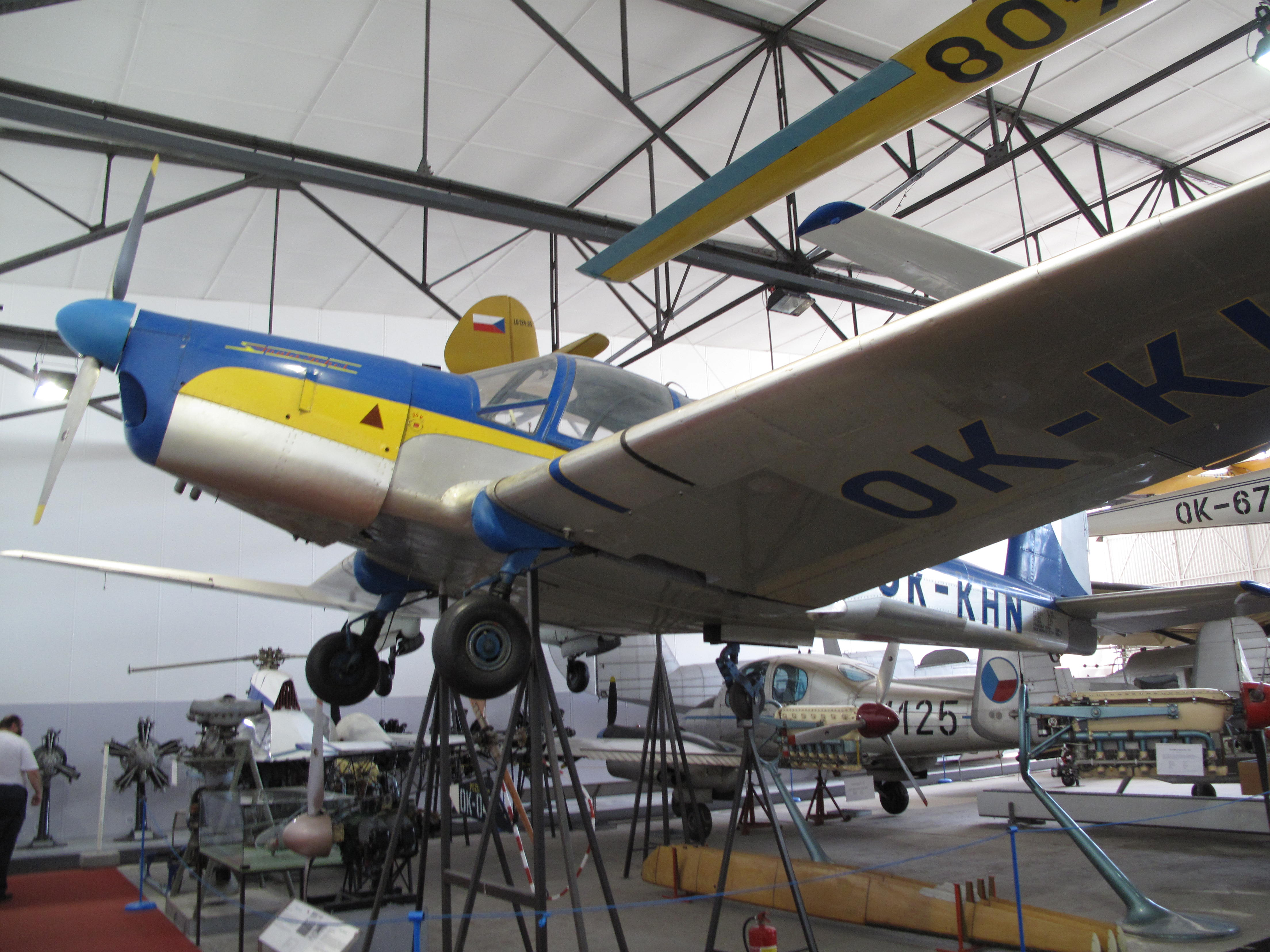
Orličan L-40 Meta Sokol (1957)
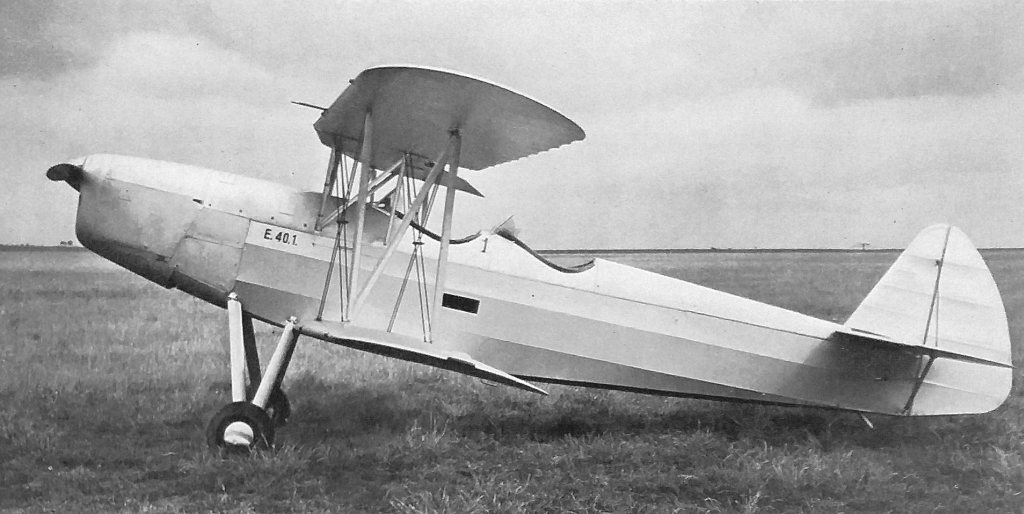
Praga E-40.1 (1937)
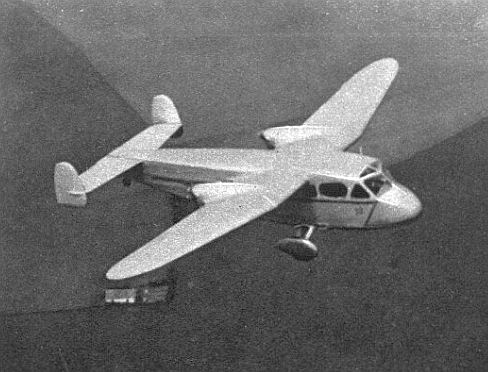
Praga E-210 (1937)
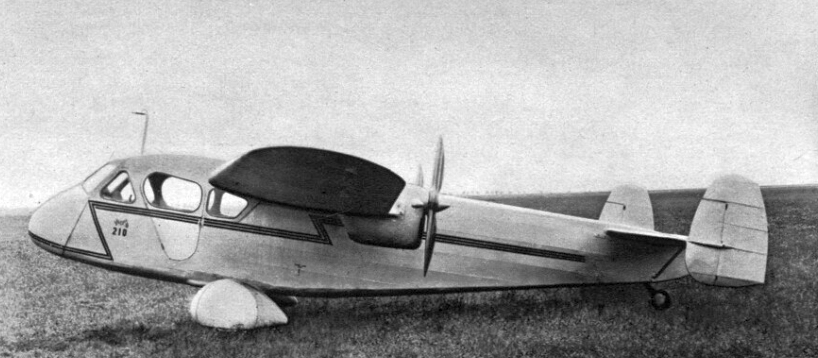
Praga E-210 (1937)
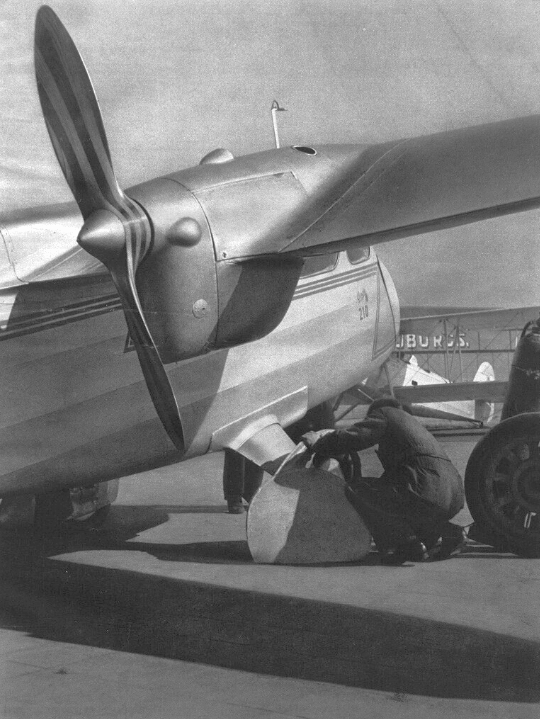
Praga E-210 a umístění motorů Walter Minor 4 (1937)
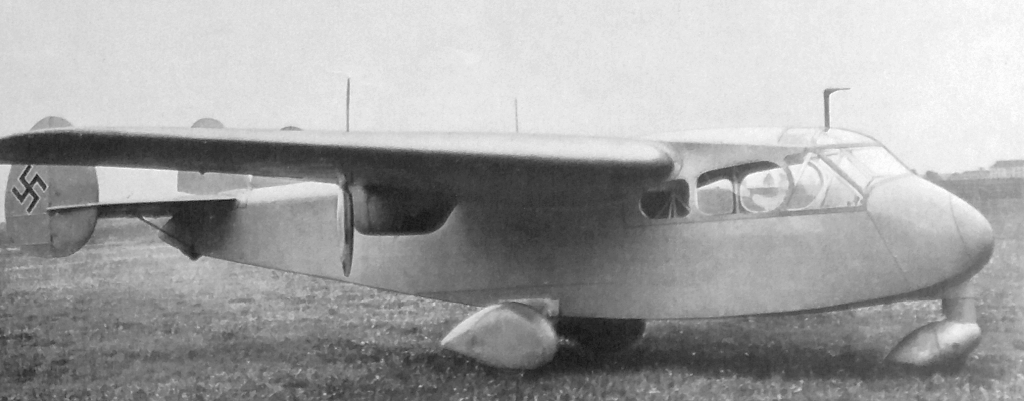
Praga E-210 (1939)
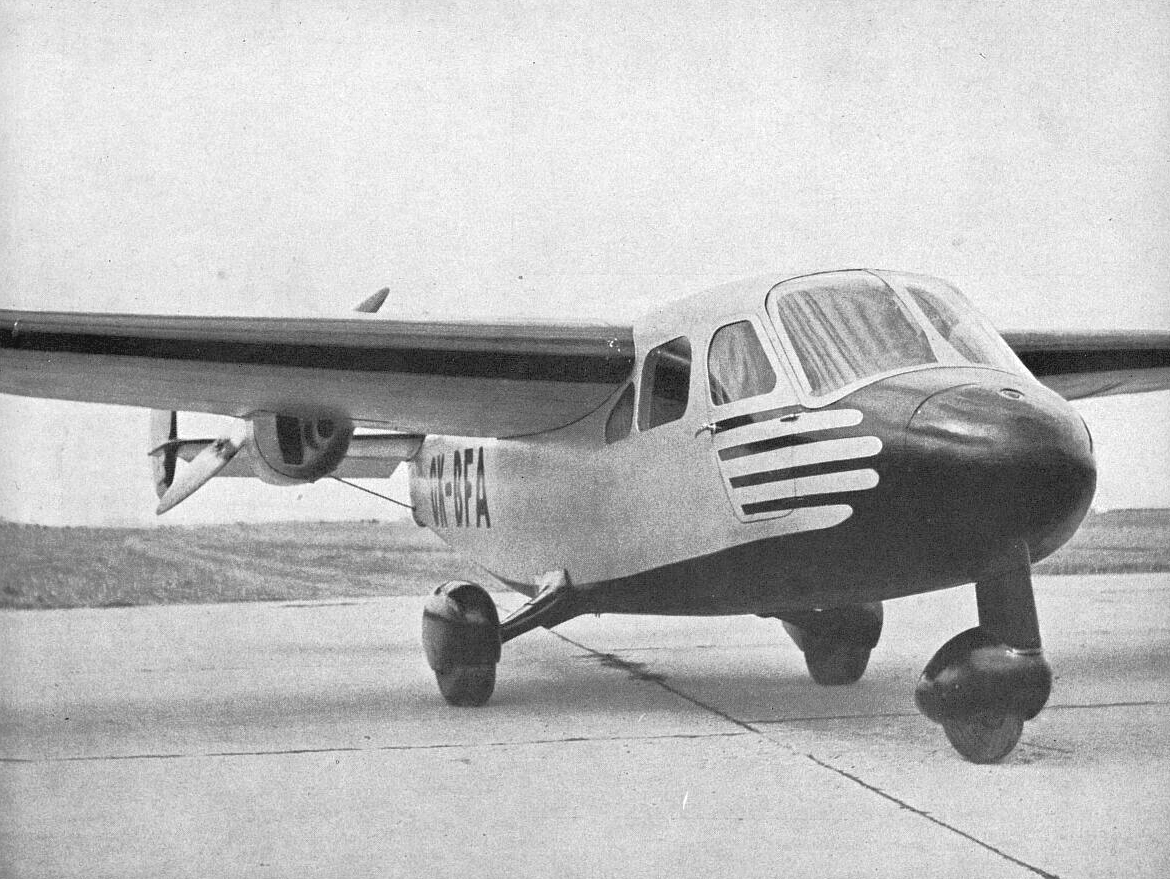
Praga E-211, 1. prototyp OK-BFA (1947)
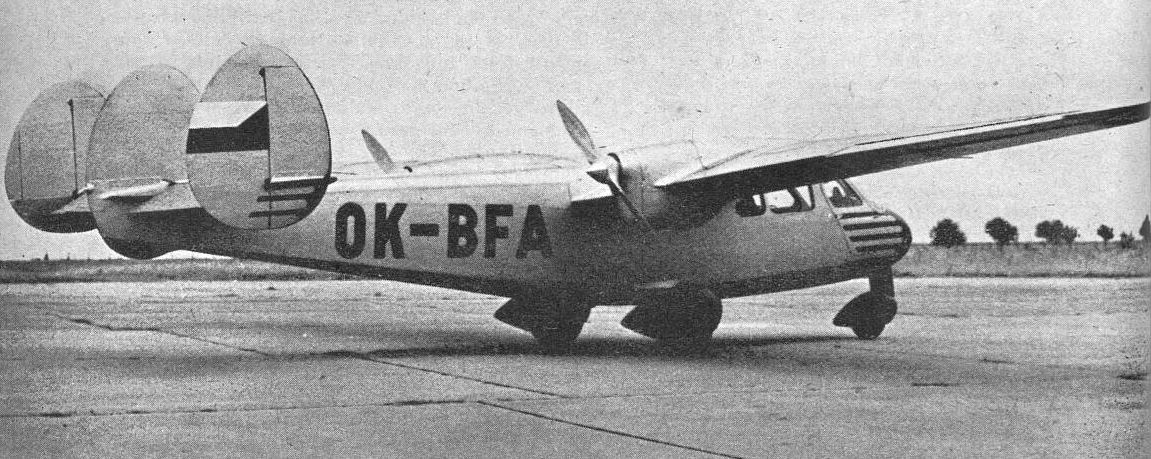
Praga E-211 a umístění motorů Minor 4-III (1947)
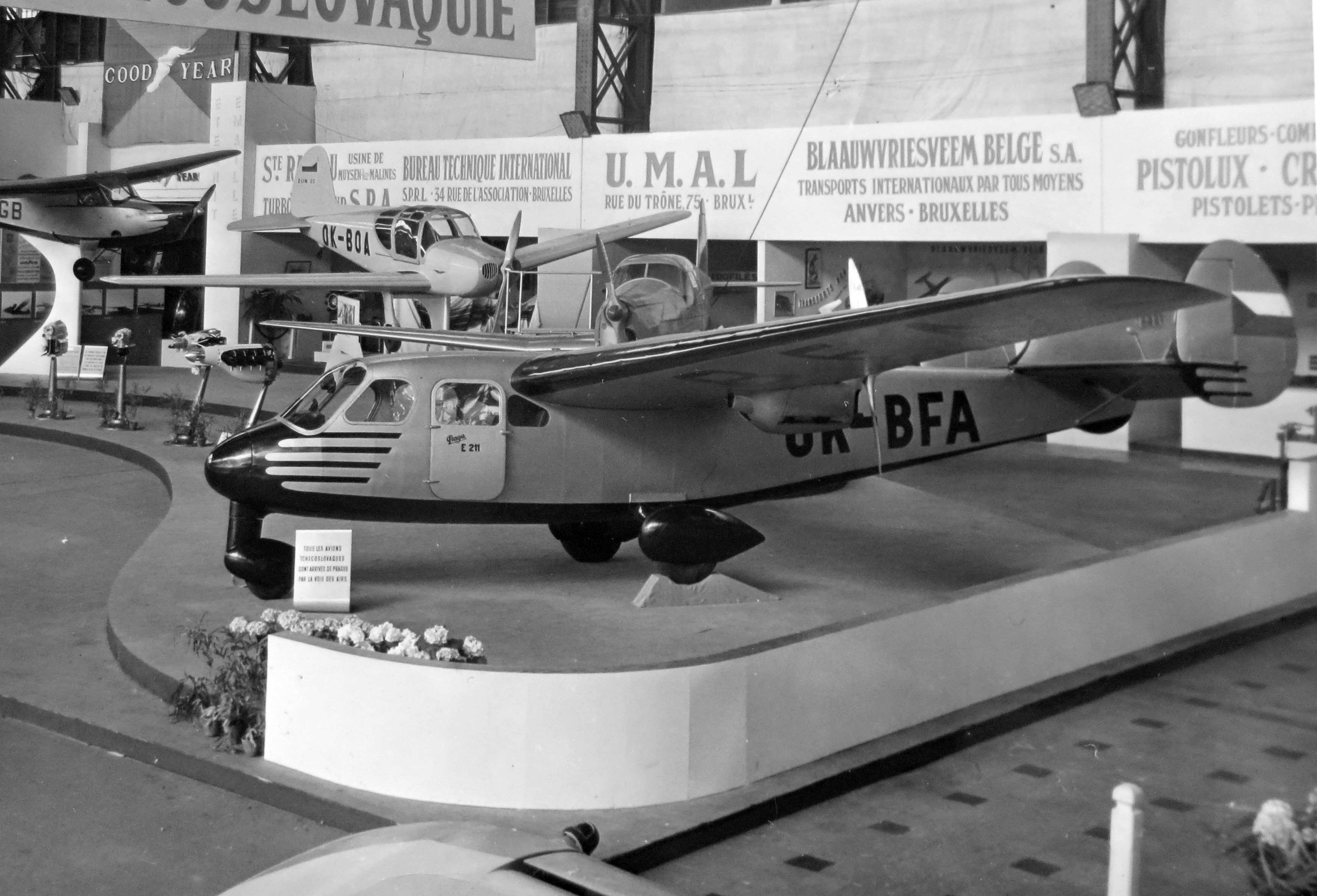
Praga E-211 na letecké výstavě v Bruselu (1947)
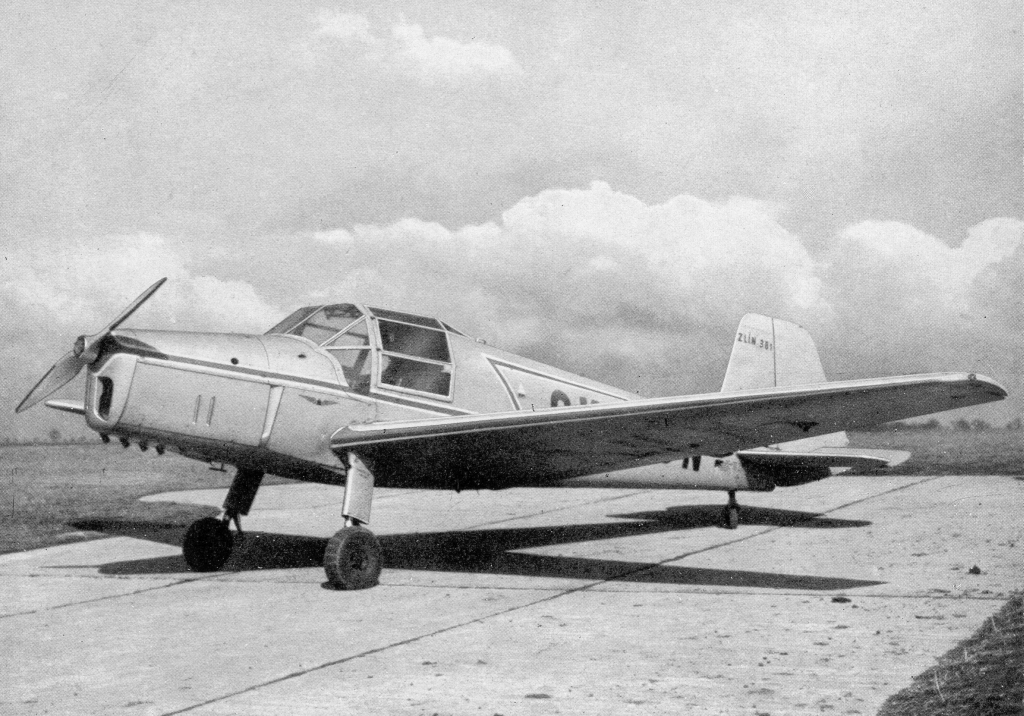
Zlín Z-381/C-106 (1946)
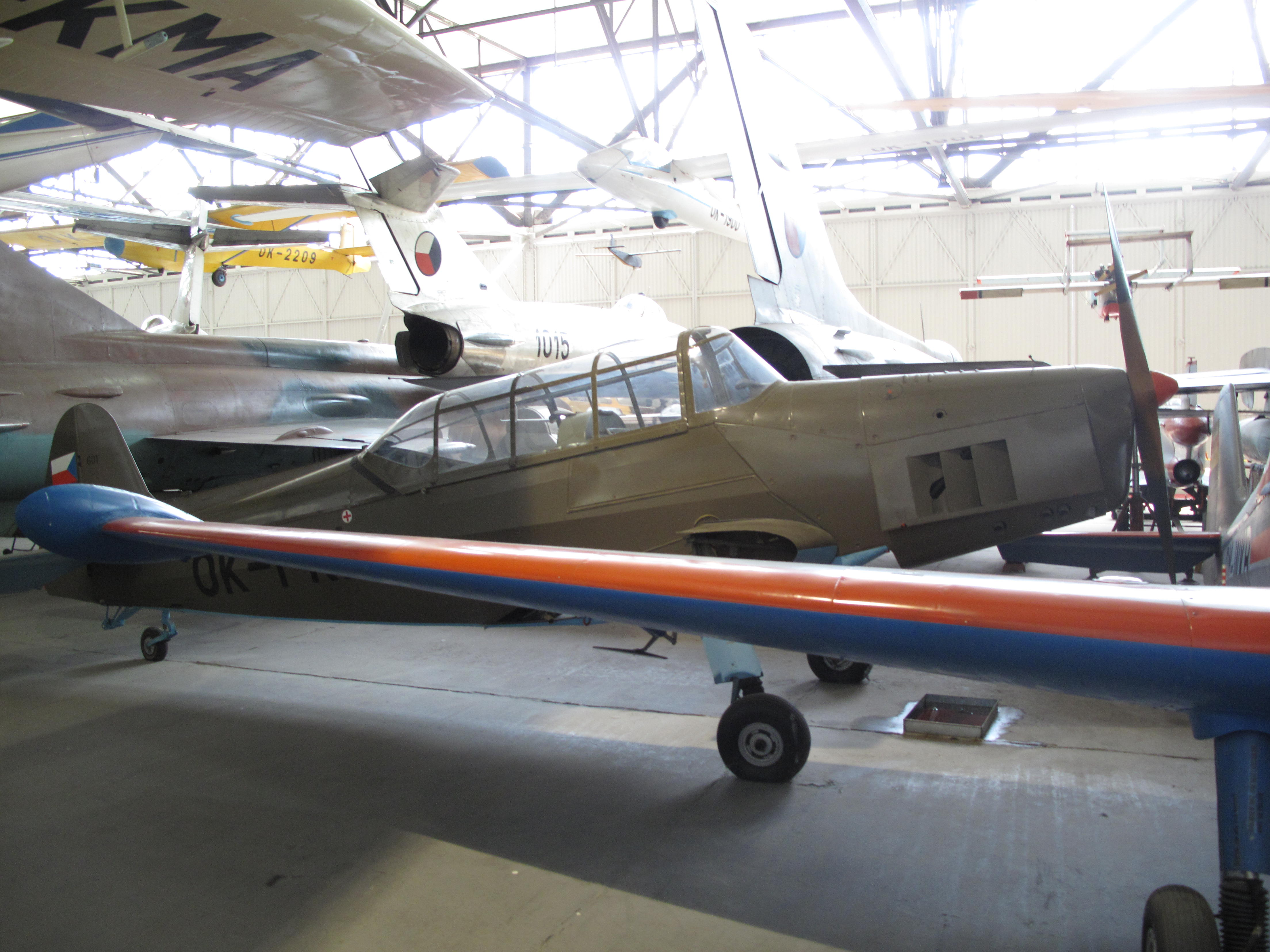
Zlín Z-26 Trener/C-5 (1947)
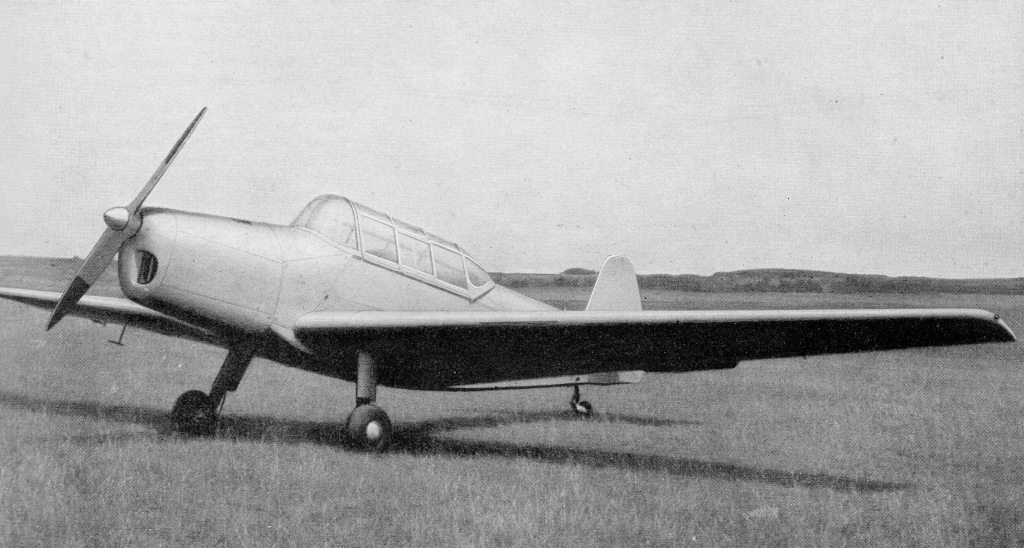
Zlín Z-26 Trener (1947)
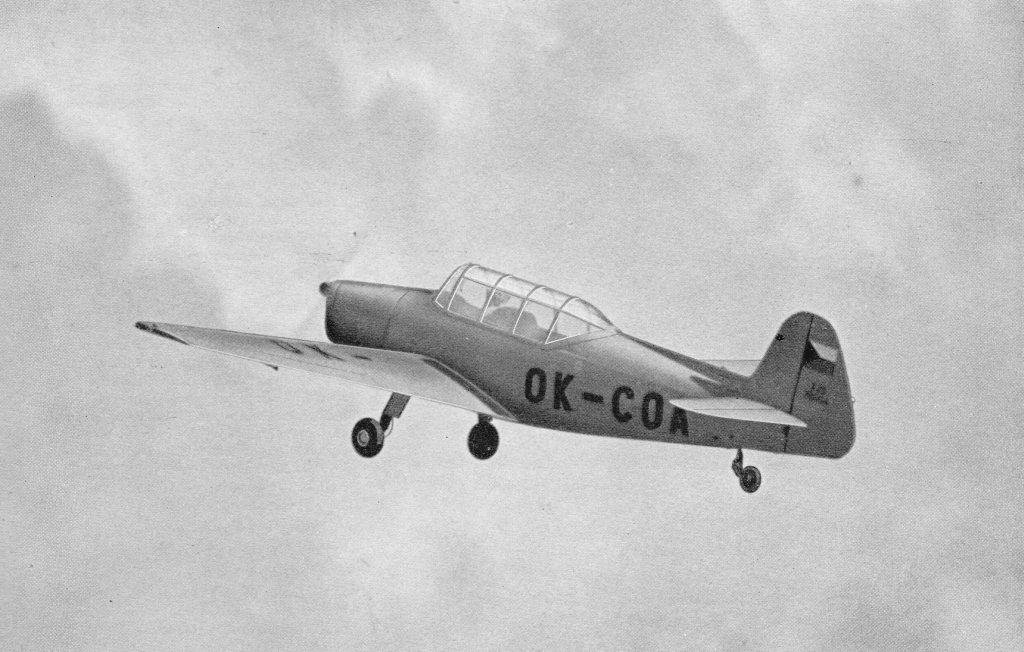
Zlín Z-26 Trener (1947)
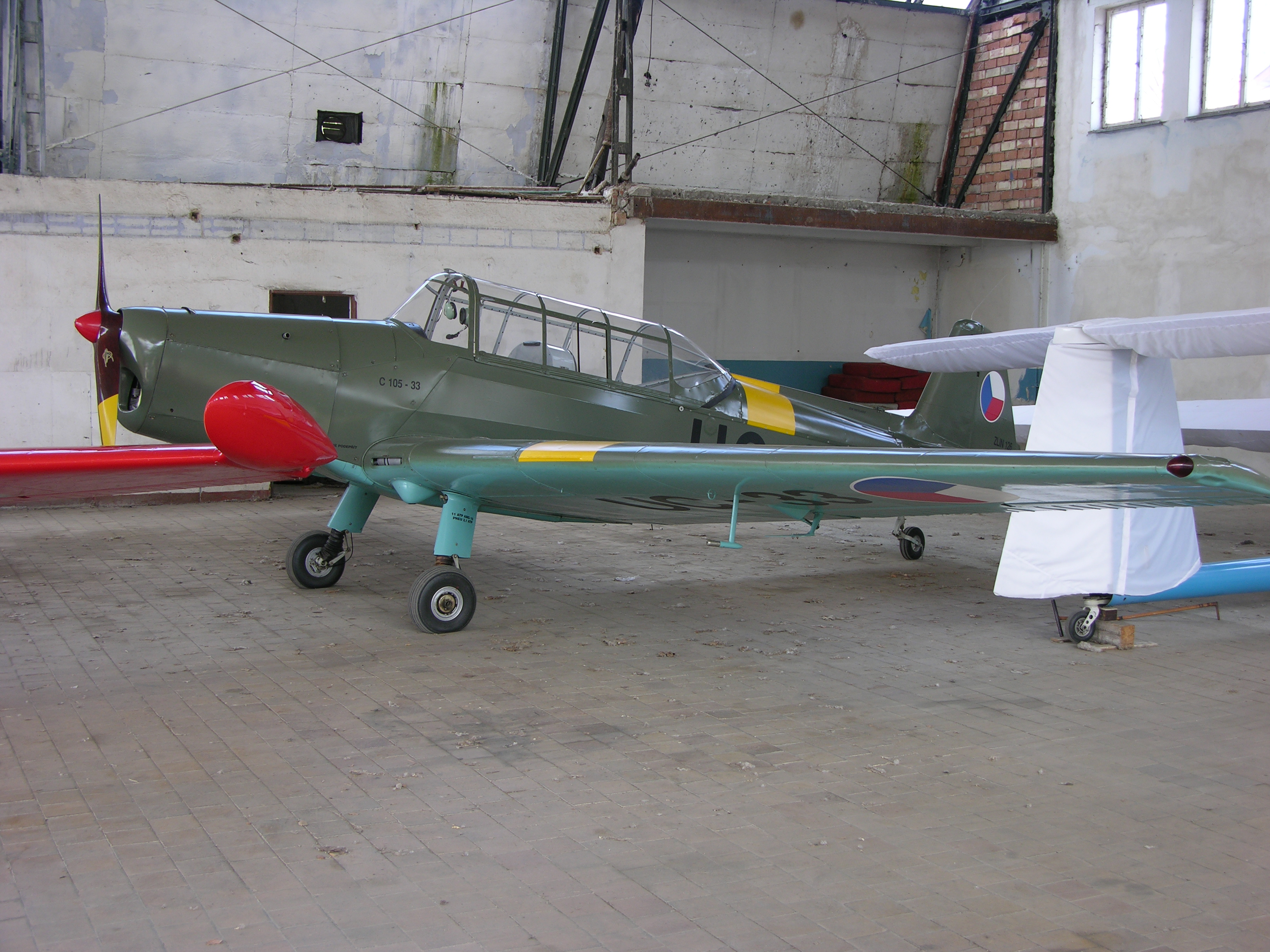
Zlín Z-126/C-105 (1953)
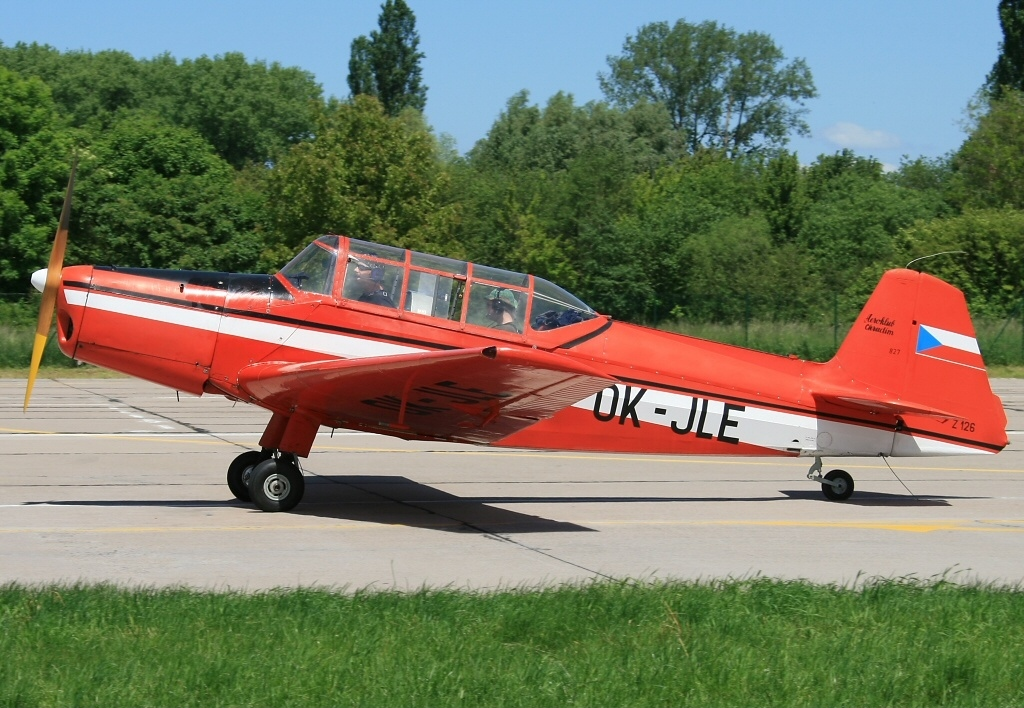
Zlín Z-126 (1953)
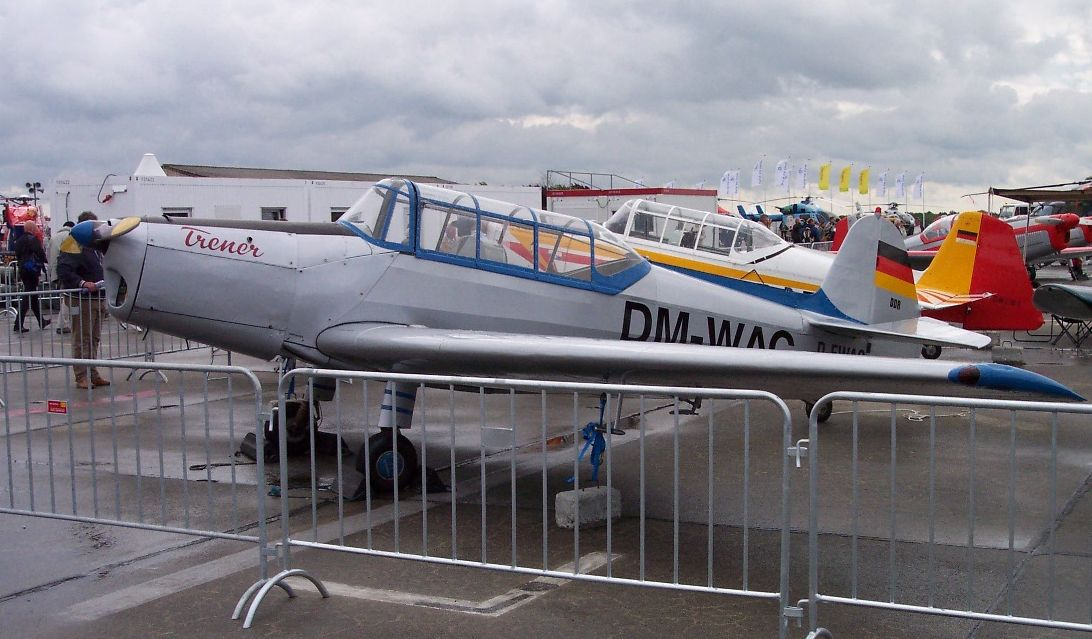
Zlín Z-126 Trenér (1953)